# 28. Juli
Der 28. Juli ist der 209. Tag des gregorianischen Kalenders (der 210. in Schaltjahren), somit bleiben 156 Tage bis zum Jahresende.

## Ereignisse

### Politik und Weltgeschehen
- 0754: Pippin der Jüngere lässt sich gemeinsam mit seinen Söhnen Karlmann und Karl von Papst Stephan II., der nach Frankenreich gekommen ist, um ihn um Hilfe gegen die Langobarden zu bitten, in der Basilika Saint-Denis zum König der Franken krönen.
- 0988: Mit der Taufe des Großfürsten Wladimir I. wird die Kiewer Rus christianisiert (Nationaler Feiertag in der Ukraine)
- 1148: Die Kreuzfahrer brechen die Belagerung von Damaskus am fünften Tag ab, nachdem bekannt wird, dass Nur ad-Din mit einem Heer heranzieht. Die Uneinigkeit der drei christlichen Könige über den Fortgang des Zweiten Kreuzzugs legt den Keim für dessen späteres Scheitern.
- 1330: Nach dem Sieg über bulgarische Truppen in der Schlacht bei Welbaschd erlangt das Serbische Reich bis zum Vordringen der Osmanen die Vormachtstellung auf dem Balkan.
- 1353: Anna von Schweidnitz wird zur Königin von Böhmen gekrönt.
- 1364: Die Florentiner können ihre pisaner Kontrahenten in der Schlacht von Cascina schlagen.
- 1420: Der römisch-deutsche König Sigismund wird in Prag zum König von Böhmen gekrönt.
- 1480: Im Otranto-Feldzug landet eine osmanische Streitmacht in Apulien und zieht vor Otranto. Nachdem die Übergabe der Stadt verweigert worden ist, beginnt deren Belagerung.
- 1540: Der englische Kanzler Thomas Cromwell, der die vierte Ehe Heinrichs VIII. mit Anna von Kleve vermittelt hat, wird wegen Hochverrats und Ketzerei hingerichtet. Am gleichen Tag heiratet Heinrich VIII. seine fünfte Frau, Catherine Howard.
- 1609: Eine Insel der Bermudas wird unfreiwillig durch englische Kolonisten, die nach Virginia wollen, zehn Monate lang besiedelt. Ihr Schiff läuft in einem schweren Sturm auf ein Riff auf und wird dadurch seeuntüchtig.

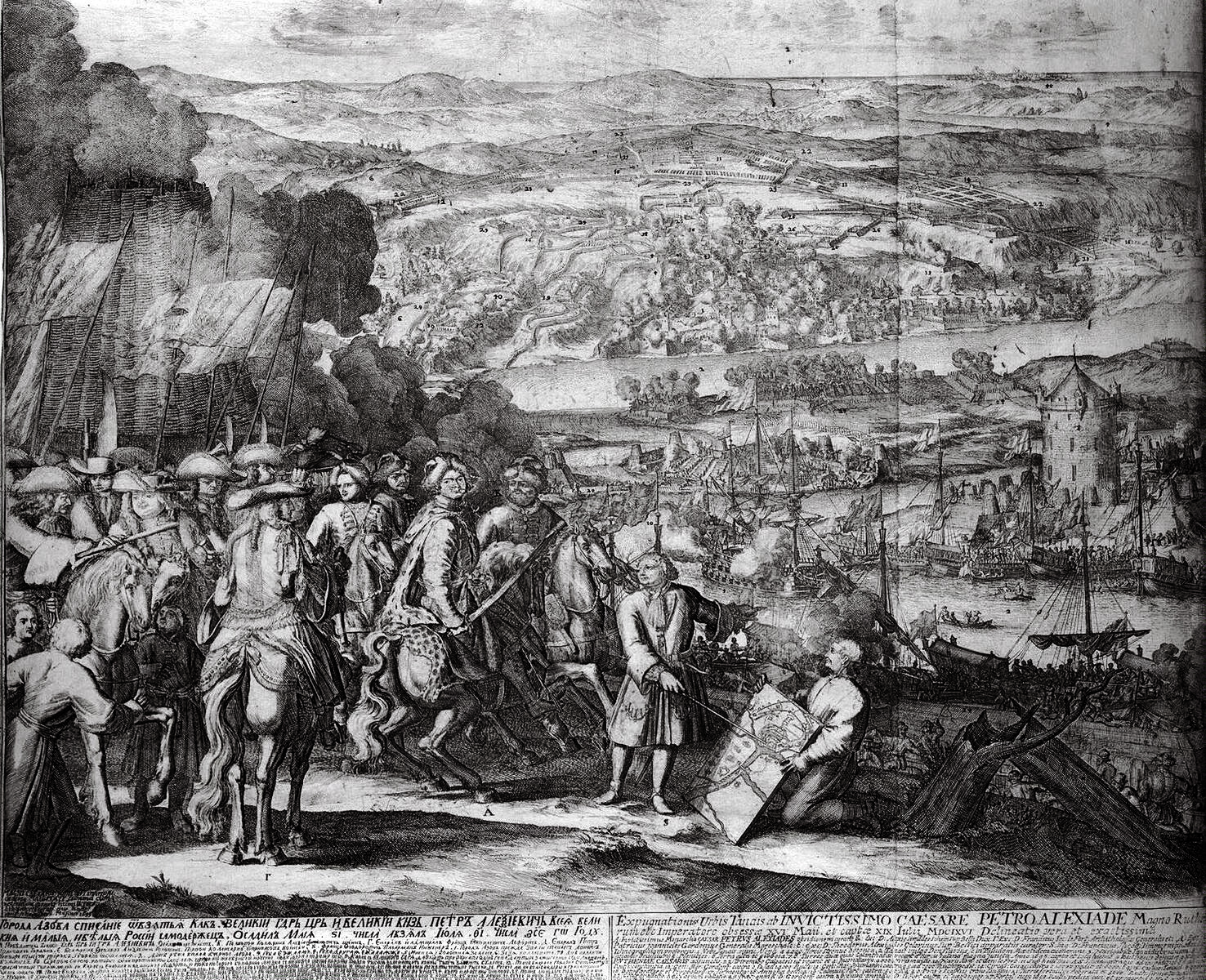
1696: Schlacht von Asow

- 1696: Peter der Große feiert mit der Eroberung der zäh verteidigten Stadt und Festung Asow im Russisch-Türkischen Krieg den ersten Sieg in einer Schlacht gegen die Osmanen.
- 1742: Der Friede von Berlin zwischen Preußen und Österreich beendet den Ersten Schlesischen Krieg und bestätigt den Vorfrieden von Breslau.

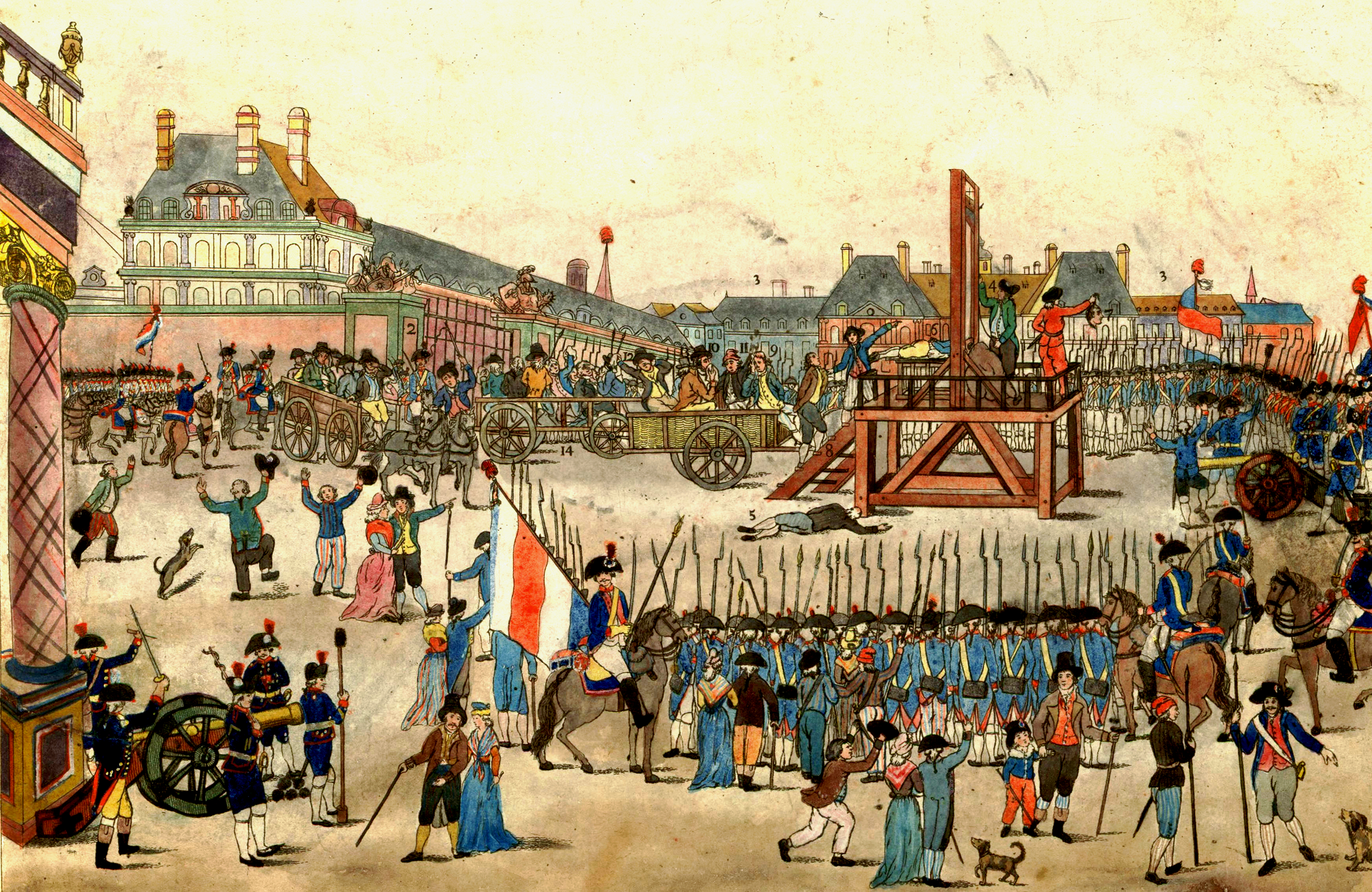
1794: Die Hinrichtung Robespierres

- 1794: Maximilien de Robespierre und 21 seiner Anhänger werden hingerichtet, darunter Louis Antoine de Saint-Just und Georges Couthon. Damit endet die Zeit des Terrors im Frankreich der Revolutionszeit.
- 1809: Englisch-Spanische Verbündete unter Sir Arthur Wellesley schlagen die Franzosen in der Schlacht bei Talavera. Trotz des Sieges müssen die Briten den Rückzug nach Portugal antreten, nachdem sich französische Kräfte ihrer Rückzugslinie nähern.

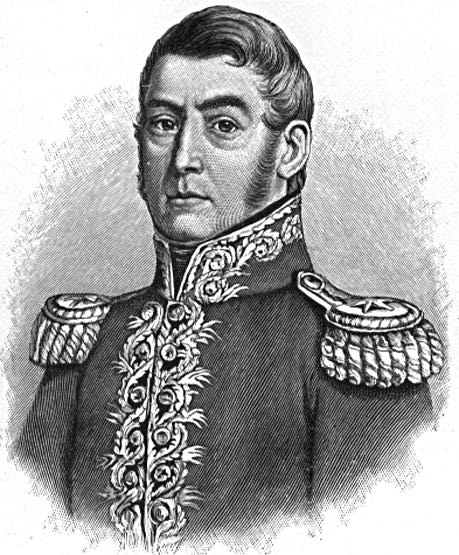
1821: José de San Martín

- 1821: Nach der Eroberung Limas erklärt José de San Martín die Unabhängigkeit Perus von Spanien.
- 1835: Am Jahrestag der Julirevolution verübt Joseph Fieschi mit Mitverschwörern ein Attentat auf Frankreichs König Louis-Philippe I. mittels einer Höllenmaschine. Der Regent wird dabei leicht verletzt, 12 Personen aus seinem Gefolge sterben. Weitere Tote und Verletzte gibt es in den Zuschauerreihen auf dem Pariser Boulevard du Temple.
- 1858: Der britische Kolonialbeamte William James Herschel verlangt erstmals von einem bengalischen Vertragspartner einen Handabdruck zusätzlich zur Unterschrift. Damit schlägt unversehens die Geburtsstunde der Daktyloskopie. Zwei Jahre später besteht er auf Fingerabdrücken bei Auszahlungen von Pensionen.
- 1875: Bei den Unruhen in Göschenen werden vier italienische Tunnelarbeiter erschossen, nachdem beim Bau des Gotthardtunnels am Vortag ein Streik begonnen hat.

1914: Bündnissituation vor dem Ersten Weltkrieg

- 1914: Einen Monat nach der Ermordung von Erzherzog Franz Ferdinand in Sarajewo erklärt Österreich-Ungarn Serbien den Krieg, woraus sich der Erste Weltkrieg entwickelt.
- 1918: Die Tscheka richtet nach einem Aufstand in Jaroslawl 428 Gegner der Bolschewiki hin.
- 1920: Auf massiven Druck der Siegermächte des Ersten Weltkrieges legen Polen und die Tschechoslowakei ihren im Vorjahr begonnenen Grenzkonflikt um das Olsagebiet vertraglich bei.
- 1942: Josef Stalin gibt »Befehl Nr. 227 („Nicht einen Schritt zurück!“)« an die Truppen der Roten Armee heraus, der die Kapitulation vor dem Feind mit der Todesstrafe bedroht und die Einrichtung bewaffneter Sperrverbände anordnet.

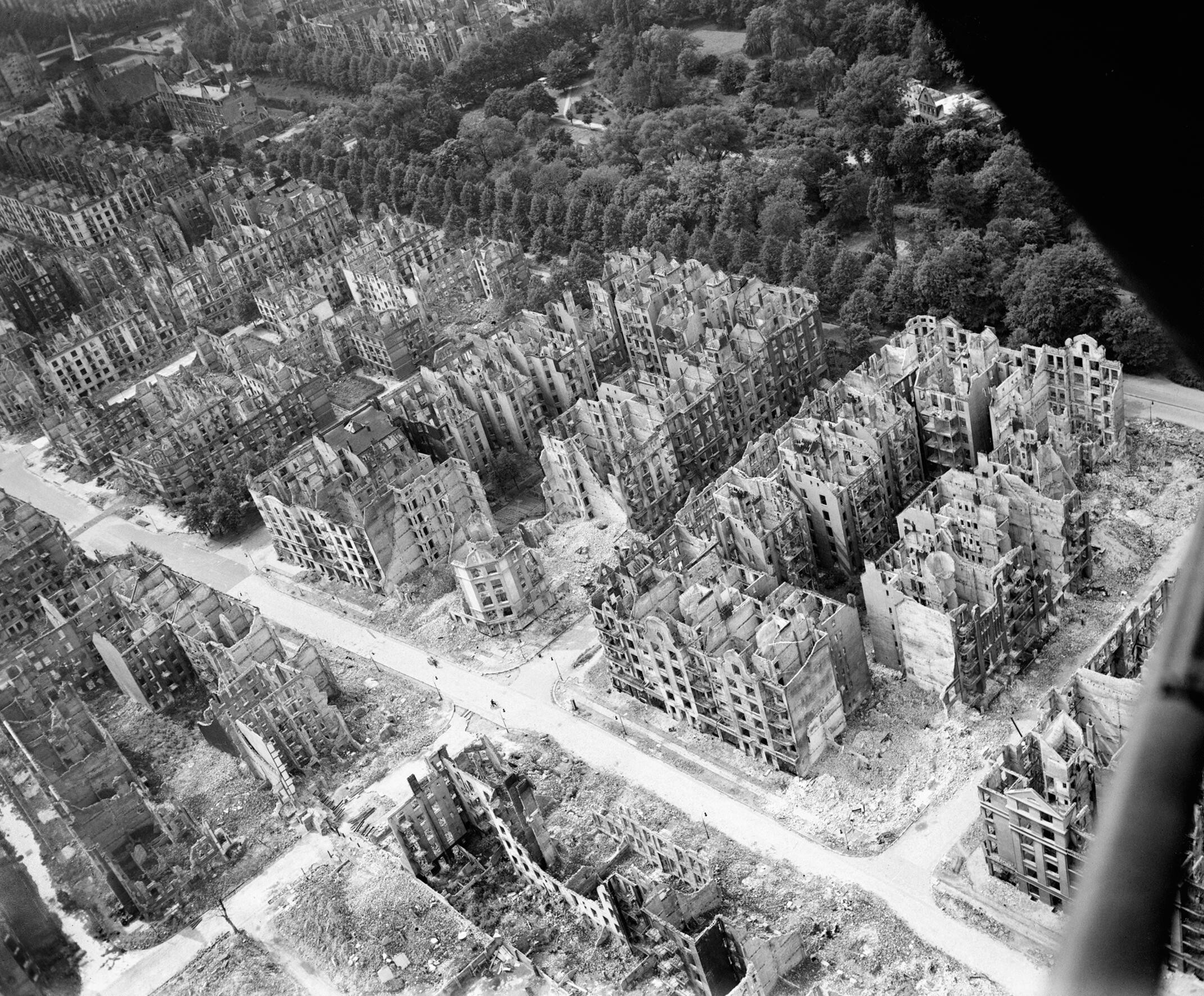
1943: Hamburg nach dem Bombenangriff

- 1943: In Hamburg lösen die bis dahin schwersten Luftangriffe der Geschichte im Zuge der Operation Gomorrha einen verheerenden Feuersturm aus, der große Teile der Stadt vernichtet, mindestens 35.000 Menschen tötet und über eine Million obdachlos macht.
- 1951: In Genf wird das Abkommen über die Rechtsstellung der Flüchtlinge, die Genfer Flüchtlingskonvention, verabschiedet.
- 1967: Das bundesdeutsche Gesetz über die politischen Parteien, mit Bestimmungen zur Parteienfinanzierung, tritt in Kraft.
- 1977: Spanien stellt einen Antrag auf Beitritt zur EG.
- 2001: Alejandro Toledo wird nach dem Rücktritt von Alberto Fujimori erster indigener Staatspräsident von Peru.
- 2004: Die internationale Hilfsorganisation Ärzte ohne Grenzen verkündet das Ende ihrer 24-jährigen Tätigkeit in Afghanistan, nachdem am 5. Juni fünf ihrer Mitarbeiter bei einem gezielten Anschlag ums Leben gekommen sind.
- 2005: Die IRA erklärt offiziell das Ende des bewaffneten Kampfes gegen die britische Herrschaft in Nordirland.

### Wirtschaft
- 1892: Begrenzte staatliche Mittel für den Bau neuer Eisenbahnstrecken führen zum Erlass des Preußischen Kleinbahngesetzes. Die privaten Eisenbahnen bewirken in Preußen in den Folgejahren einen Aufschwung im Personen- und Güterverkehr.

1987: Monitor

- 1987: Der Bericht des ARD-Fernsehmagazins Monitor über Würmer in Fischdosen löst einen rapiden Nachfragerückgang beim Kauf dieser Konserven aus. Die deutsche Fischereiwirtschaft gerät nachfolgend in eine Krise.
- 1996: Der Pay-TV-Sender DF1 der Kirch-Gruppe beginnt in Deutschland mit der Ausstrahlung von Digitalfernsehen, zunächst lokal im Bereich um München.

### Wissenschaft und Technik
- 1955: Der US-amerikanische Präsident Dwight D. Eisenhower lässt durch den Sprecher des Weißen Hauses, James Hagerty, verkünden, dass er als nationalen Beitrag der USA zum Internationalen Geophysikalischen Jahr einen Erdsatelliten in Auftrag geben werde.
- 1996: Am Ufer des Columbia River im US-Bundesstaat Washington werden die Überreste des Kennewick-Mannes gefunden.

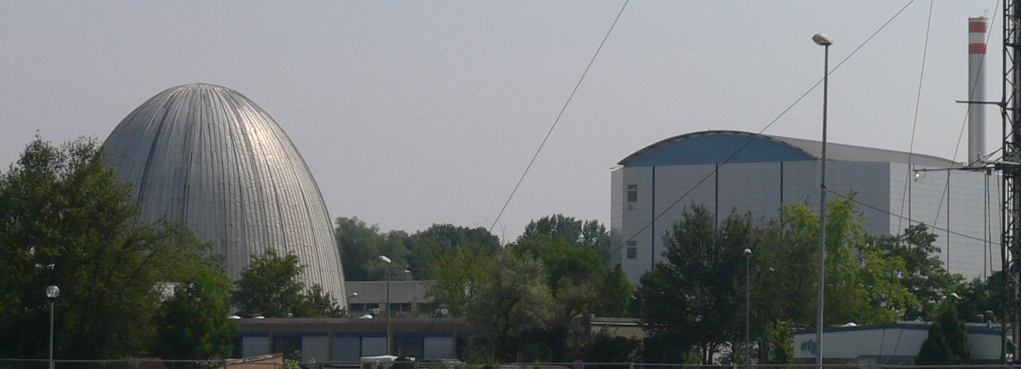
2000: Das Atomei (FRM I) links

- 2000: Der Forschungsreaktor München (genannt „Atomei“), der 1957 als erster deutscher Forschungsreaktor in Garching in Betrieb ging, wird abgeschaltet.

### Kultur
- 1929: Die Uraufführung der Oper Lehrstück von Paul Hindemith findet in Baden-Baden statt.
- 1844: Die Stabkirche Wang, eine vom preußischen König Friedrich Wilhelm IV. erworbene mittelalterliche norwegische Stabholzkirche, wird nach Wiederaufbau an ihrem neuen Standort im Riesengebirge feierlich eröffnet.
- 1951: Der Disney-Film Alice im Wunderland nach dem gleichnamigen Roman von Lewis Carroll hat in den USA seine Weltpremiere.
- 1957: Im norditalienischen Cosio di Arroscia wird die Situationistische Internationale, eine Vereinigung avantgardistischer Künstler, gegründet.
- 1994: In Hostomice pod Brdy beginnt das erste CzechTek-Festival vor rund 300 Besuchern und Besucherinnen. Das Freetekno-Festival wird bis 2006 jährlich am letzten Wochenende im Juli an unterschiedlichen Orten in Tschechien durchgeführt.
- 1994: Aus der Frankfurter Kunsthalle Schirn werden drei Gemälde von William Turner und Caspar David Friedrich, Leihgaben für die Ausstellung Goethe und die Kunst, entwendet.

### Gesellschaft

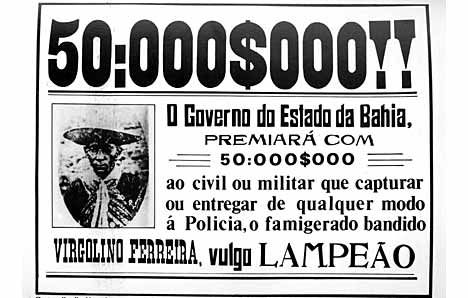
1938: „Lampeão“ getötet

- 1938: Die brasilianische Polizei erschießt im nordöstlichen Bundesstaat Sergipe in einem Feuergefecht mit Cangaceiros den bekannten Bandenführer Virgulino Ferreira da Silva, genannt „Lampeão“, seine Frau Maria Bonita und neun weitere Gefolgsleute. Das letzte Mitglied dieser Banden wird im Jahr 1940 getötet, womit die Zeit der später heroisierten Cangaços endet.

### Religion
- 1906: In der in italienischer Sprache abgefassten Enzyklika Pieni l’animo äußert sich Papst Pius X. über den Geist des Gehorsams und wendet sich dabei an den Klerus in Italien.

### Katastrophen
- 1566: Durch einen Sturm sinken zahlreiche Schiffe der vor Gotland liegenden dänisch-lübischen Flotte. Nach inoffiziellen Angaben finden dabei etwa 6000 Seeleute und Soldaten den Tod.
- 1883: Bei einem Erdbeben auf Ischia kommen etwa 2300 Personen ums Leben; die Dörfer Casamicciola Terme und Lacco Ameno werden nahezu vollständig zerstört.
- 1912: Nach dem Einsturz der Seebrücke von Binz auf Rügen ertrinken 17 Menschen in der Ostsee, Dutzende weitere werden verletzt. Der Vorfall führt im folgenden Jahr zur Gründung der Deutschen Lebens-Rettungs-Gesellschaft e. V.
- 1945: Bei der Kollision eines B-25-Bombers mit dem Empire State Building in New York kommen 14 Personen ums Leben, davon elf Zivilisten.
- 1947: Das mit Ammoniumnitrat beladene Frachtschiff Ocean Liberty explodiert im Hafen von Brest. Dabei sterben 21 Menschen, über 100 weitere werden verletzt. Der entstandene Sachschaden beläuft sich auf zwei Millionen Pfund Sterling.
- 1948: Bei einer Kesselwagenexplosion auf dem Gelände der BASF-Nitrolackfabrik in Ludwigshafen am Rhein kommen 207 Menschen ums Leben.

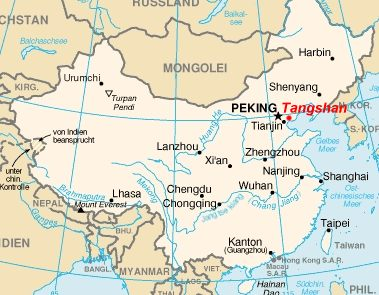
1976: Lage Tangshans

- 1976: Im chinesischen Tangshan kommen bei einem Erdbeben der Stärke 7,8 nach offiziellen Angaben 242.000 Menschen ums Leben, inoffiziell sogar bis zu 800.000.
- 1981: Ein Erdbeben der Stärke 7,1 im Iran fordert etwa 1500 Todesopfer.
- 1987: Ein Felssturz begräbt das Dorf Morignone im oberen Veltlin unter sich. 53 Menschen kommen ums Leben, 1500 Personen werden obdachlos.
- 2010: Ein Airbus 321 der pakistanischen Airblue stürzt beim Landeanflug auf Islamabad ab. 152 Menschen sterben beim ersten Zwischenfall mit diesem Flugzeugtyp.

Kleinere Unglücksfälle sind in den Unterartikeln von Katastrophe und in der Liste von Katastrophen aufgeführt.

### Sport

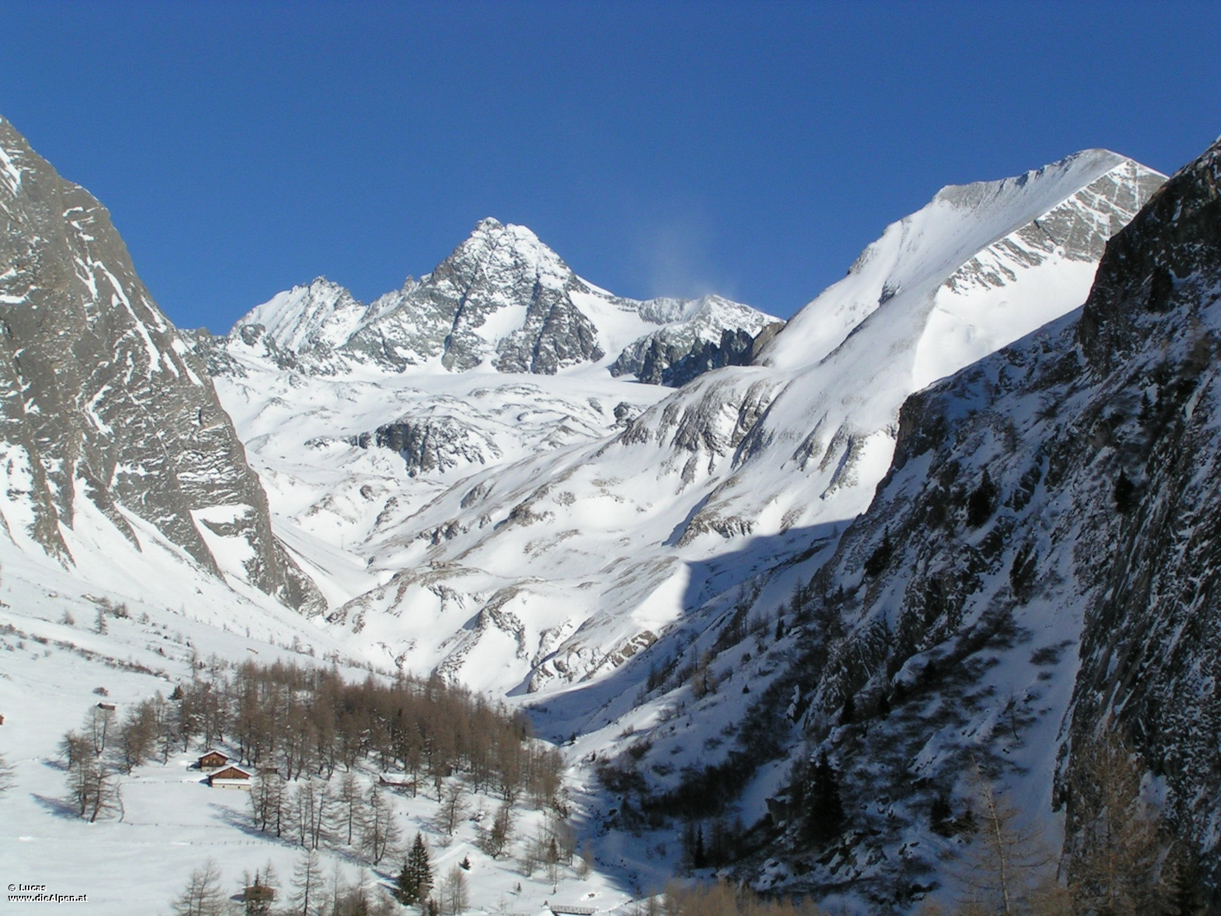
1800: Großglockner

- 1800: Die Erstbesteigung des Großglockners, des (heute) höchsten Bergs Österreichs, gelingt unter der Leitung von Martin und Sepp Klotz.
- 1874: Die Besteigung des 5642 m hohen Westgipfels des Elbrus, des höchsten Berges des Kaukasus, gelingt durch die Engländer Frederick Gardiner, Florence Crawford Grove, Horace Walker und den Schweizer Führer der Expedition, Peter Knubel.
- 1952: Pakistan wird Full Member der Imperial Cricket Conference (dem heutigen International Cricket Council, ICC).
- 1962: Der DFB-Bundestag beschließt in Dortmund die Einführung der Fußball-Bundesliga zur Spielsaison 1963/64.
- 1984: Die XXIII. Olympischen Sommerspiele in Los Angeles werden eröffnet.
- 1991: Der spanische Radrennfahrer Miguel Indurain gewinnt zum ersten Mal die Tour de France.
- 2001: Bei den Schwimmweltmeisterschaften in Fukuoka erhält der Australier Ian Thorpe als erster Schwimmer bei Weltmeisterschaften sechs Goldmedaillen, drei in Einzelwettbewerben und drei als Staffelschwimmer.

Einträge von Leichtathletik-Weltrekorden befinden sich unter der jeweiligen Disziplin unter Leichtathletik.
Einträge zu Fußballweltmeisterschaftsspielen finden sich in den Unterseiten von Fußball-Weltmeisterschaft. Das Gleiche gilt für Fußball-Europameisterschaften.

## Geboren

### Vor dem 19. Jahrhundert
- 1347: Margarethe von Durazzo, Königin von Ungarn und Neapel

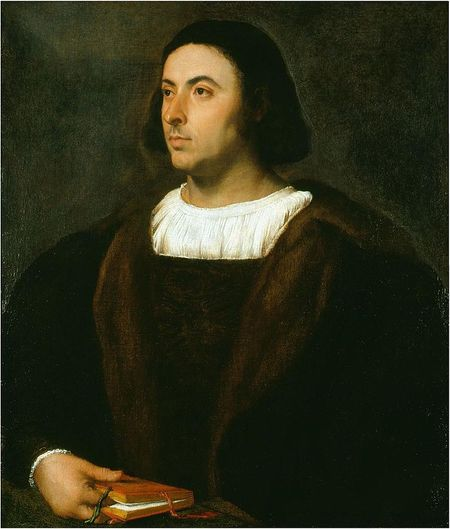
Jacopo Sannazaro (* 1458)

- 1457: Jacopo Sannazaro, italienischer Dichter
- 1516: Wilhelm, Herzog von Jülich-Kleve-Berg
- 1590: Johannes Crocius, deutscher reformierter Theologe
- 1609: Judith Leyster, niederländische Malerin des Barock
- 1610: Leonora Duarte, niederländisch-belgische Komponistin des Barock
- 1615: Charles de Noyelle, Ordensgeneral der Jesuiten
- 1627: Johann Franz Desideratus, Graf bzw. Fürst von Nassau, Graf von Katzenelnbogen, Vianden und Diez
- 1635: Robert Hooke, englischer Physiker, Mathematiker und Erfinder

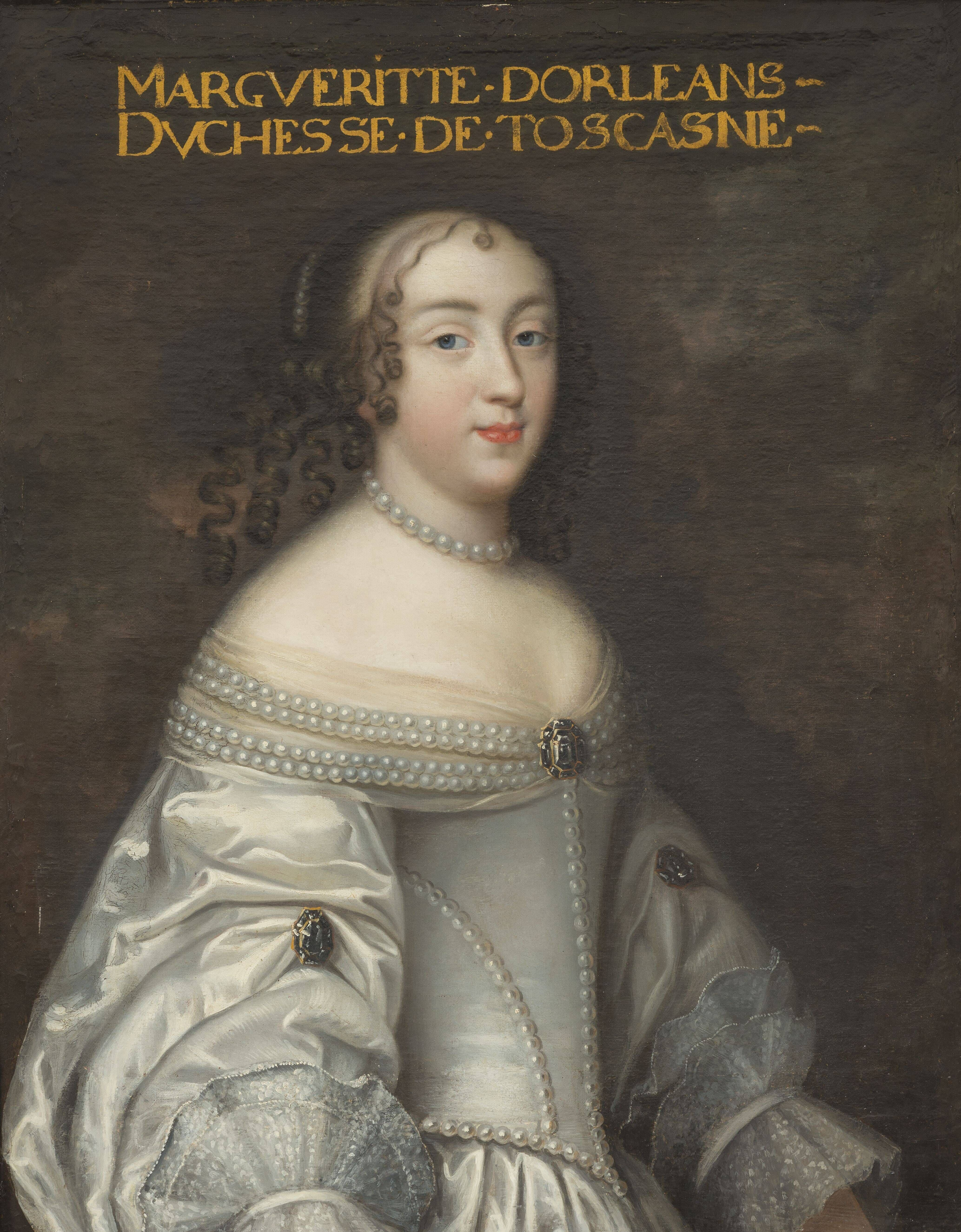
Marguerite Louise d’Orléans (* 1645)

- 1645: Marguerite Louise d’Orléans, Großherzogin der Toskana
- 1659: Charles Ancillon, französisch-deutscher Jurist und Diplomat
- 1683: Gottfried Ludwig Mencke, deutscher Rechtswissenschaftler
- 1746: Thomas Heyward junior, Unterzeichner der Unabhängigkeitserklärung der USA
- 1751: Carl Anton von Arnstedt, preußischer Gutsherr und Beamter
- 1753: Reginal Pole-Carew, britischer Politiker
- 1761: Karl Joseph von Riccabona, Bischof von Passau
- 1768: Henriette Frölich, deutsche Schriftstellerin
- 1769: Hudson Lowe, britischer General und Gouverneur von St. Helena
- 1770: Gerhard Janssen Schmid, deutscher Orgelbauer
- 1783: Friedrich Wilhelm von Bismarck, deutscher Generalleutnant und Militärschriftsteller
- 1796: Georg Wilhelm von Wedekind, deutscher Forstmann
- 1800: Claude Montal, französischer Klavierbauer

### 19. Jahrhundert

#### 1801–1850

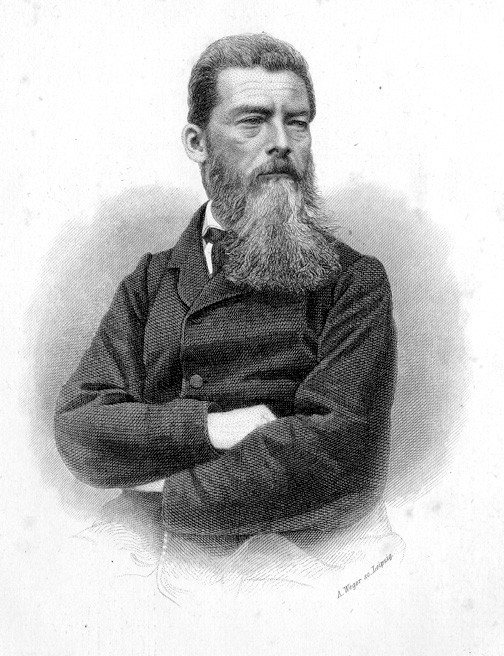
Ludwig Feuerbach (* 1804)

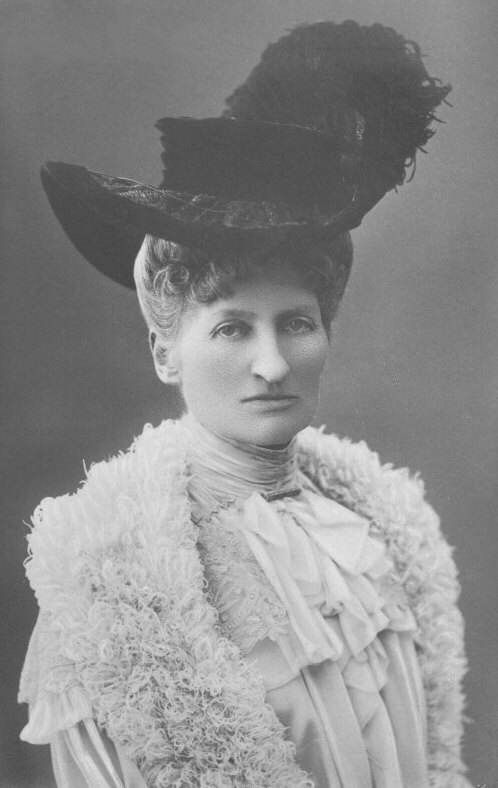
Therese von Liechtenstein (* 1850)

- 1804: Ludwig Feuerbach, deutscher Philosoph
- 1805: Giuditta Grisi, italienische Opernsängerin (Mezzosopran)
- 1806: Alexander Andrejewitsch Iwanow, russischer Maler
- 1806: Fridolin Josef Landolt, Schweizer Jurist
- 1808: Cristina Trivulzio Belgiojoso, italienische Freiheitskämpferin und Historikerin
- 1811: Giulia Grisi, italienische Opernsängerin
- 1812: Józef Ignacy Kraszewski, polnischer Schriftsteller, Historiker und Publizist
- 1813: Alberto Mazzucato, italienischer Komponist und Musikpädagoge
- 1814: Immanuel Stockmeyer, Schweizer evangelischer Geistlicher und Hochschullehrer
- 1817: Adolphe Deloffre, französischer Dirigent und Geiger
- 1818: Kuno von Auer, preußischer Generalmajor
- 1822: Karl Günther, deutscher Tiermediziner
- 1832: Bertha Gumprich, deutsch-jüdische Köchin und Autorin
- 1835: Karl Moritz von Beurmann, deutscher Afrikareisender
- 1841: Anna Stainer-Knittel, Tiroler Porträt- und Blumenmalerin
- 1845: Adolf Angst, Schweizer Unternehmer
- 1848: Hermann Niehaus, 2. Stammapostel der Neuapostolischen Kirche
- 1850: Eduard Adt, deutscher Fabrikant und Politiker, Bürgermeister, MdR
- 1850: Therese von Liechtenstein, Prinzessin von und zu Liechtenstein und Prinzessin von Bayern

#### 1851–1900

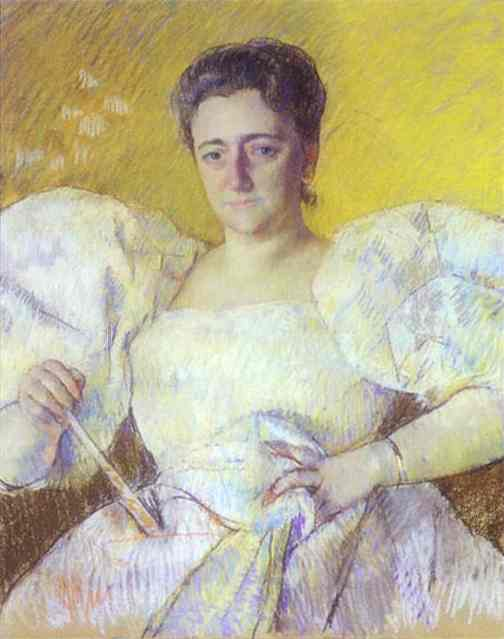
Louisine W. Havemeyer (* 1855)

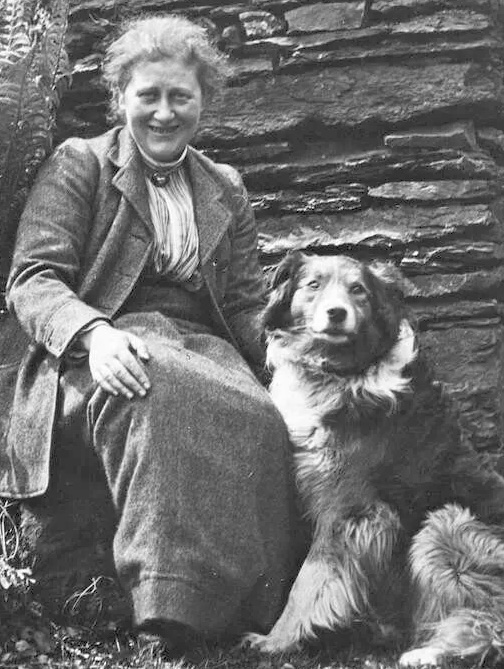
Beatrix Potter (* 1866)

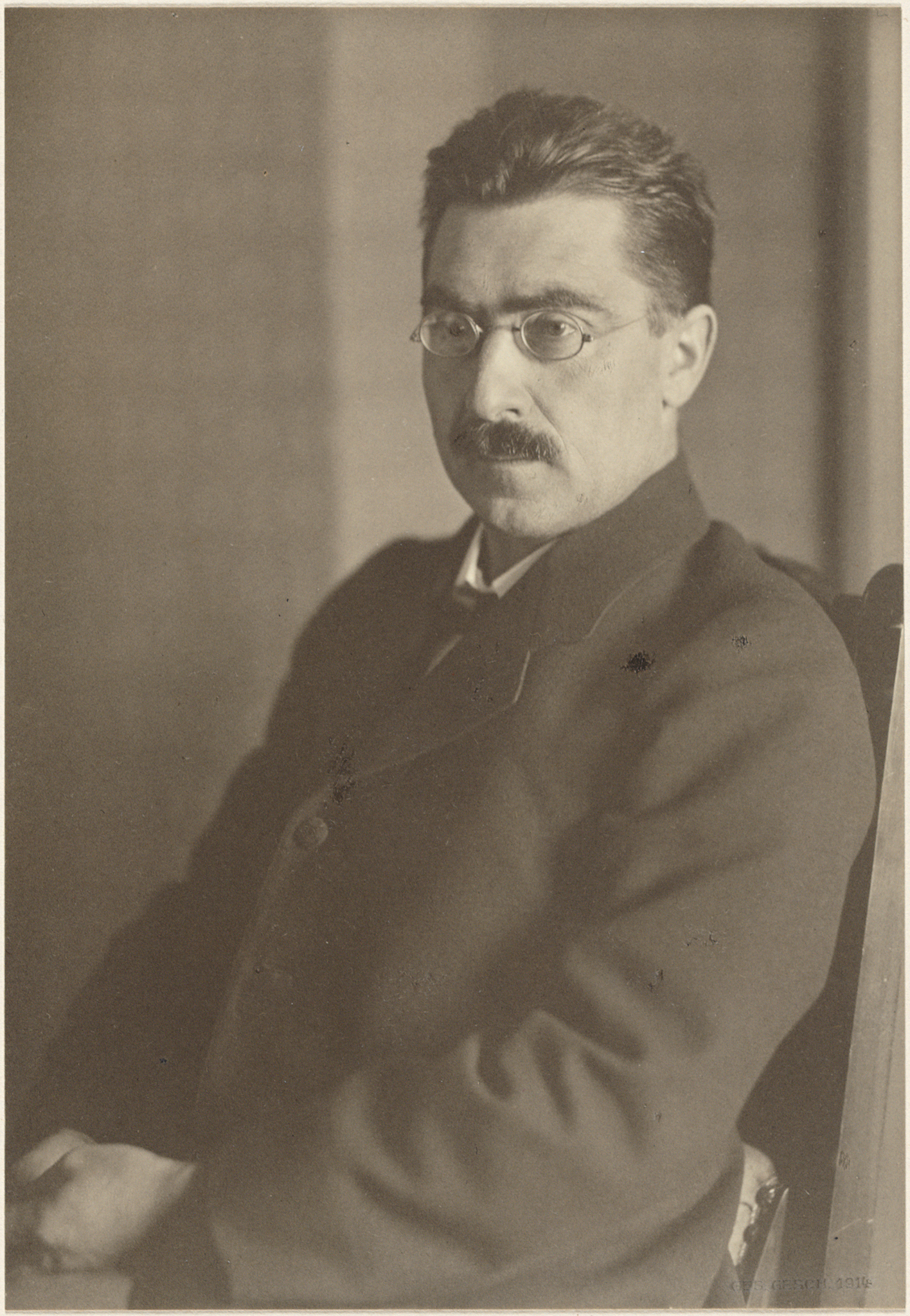
Leonhard Ragaz (* 1868)

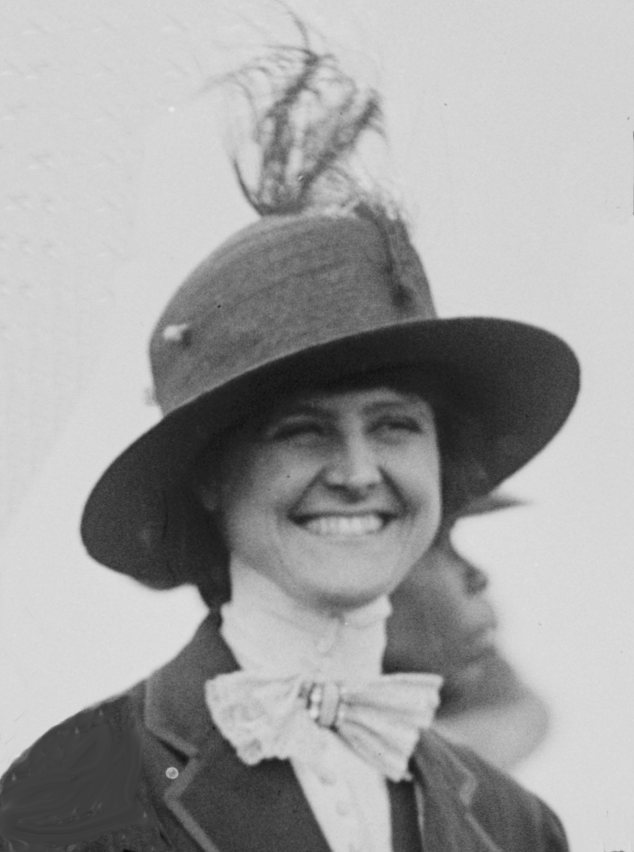
Aida de Acosta (* 1884)

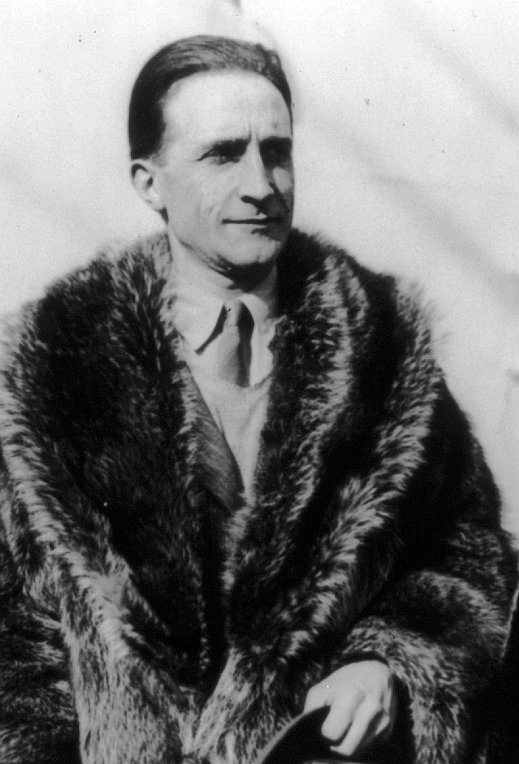
Marcel Duchamp (* 1887)

- 1852: Ida zu Schaumburg-Lippe, deutsche Adelige
- 1855: Louisine W. Havemeyer, US-amerikanische Kunstsammlerin, Mäzenin und Frauenrechtlerin
- 1856: Karl Heinrich Gisbert Gillhausen, deutscher Bauingenieur, Industriemanager und Politiker
- 1859: Mary Anderson, US-amerikanische Schauspielerin
- 1859: Léon Autonne, französischer Ingenieur und Mathematiker
- 1859: Franz Eugen Schlachter, elsässischer Evangelist, Altphilologe und Übersetzer der Schlachter-Bibel
- 1860: Elias M. Ammons, US-amerikanischer Politiker
- 1860: Anastasia Michailowna Romanowa, Großherzogin von Mecklenburg
- 1861: Louis Vivin, französischer Maler
- 1862: Curt Agthe, deutscher Genre- und Landschaftsmaler
- 1866: Beatrix Potter, britische Autorin
- 1867: Charles Dillon Perrine, US-amerikanisch-argentinischer Astronom
- 1868: Thomas Peter Krag, norwegischer Schriftsteller
- 1868: Otto Mensing, deutscher Sprachforscher, Schauspieler, Regisseur und Hörspielsprecher
- 1868: Leonhard Ragaz, Schweizer Theologe
- 1871: Sergei Nikolajewitsch Bulgakow, russischer Ökonom und orthodoxer Theologe
- 1872: Percy Moreau Ashburn, US-amerikanischer Mediziner und Militärarzt
- 1873: Louisa Garrett Anderson, britische Ärztin und Frauenrechtlerin
- 1874: Ernst Cassirer, deutscher Philosoph
- 1874: Alice Duer Miller, US-amerikanische Schriftstellerin, Dichterin und Feministin
- 1874: Richard Müller, deutscher Maler und Grafiker
- 1876ː Carlotta Brinckmann, deutsche Weberin und Textilrestauratorin
- 1876: Walther Kolbe, deutscher Althistoriker
- 1877: Albert David Jordan, kanadischer Organist, Dirigent und Musikpädagoge
- 1878: Hermann Fecht, deutscher Verleger
- 1879: Vittorio Ambrosio, italienischer General
- 1879: Inocenc Arnošt Bláha, tschechischer Soziologe, Philosoph, Pädagoge
- 1879: Lucy Burns, US-amerikanische Frauenrechtlerin
- 1880: Ulrich von Württemberg, württembergischer Prinz
- 1881: William Bowman, US-amerikanischer Fechter und Rechtsanwalt
- 1881: Günther Quandt, deutscher Industrieller
- 1884: Aida de Acosta, amerikanisch-kubanische Fliegerin
- 1884: Wilhelm Engert, österreichischer Diplomat
- 1884: Kurt Landauer, deutscher Kaufmann, Fußballspieler und -funktionär
- 1887: Marcel Duchamp, französischer Maler und Objektkünstler, Mitbegründer der Konzeptkunst, Wegbegleiter des Dadaismus und Surrealismus
- 1887: Hugo Urban-Emmerich, tschechoslowakischer Unternehmer und Automobilrennfahrer
- 1888: Adele Schönfeld, deutsche Schauspielerin
- 1888: Cristòfor Taltabull i Balaguer, katalanischer Komponist und Musikpädagoge
- 1891: István Tóth-Potya, ungarischer Fußballspieler und -trainer
- 1892: Hans Behrendt, deutscher Generalleutnant
- 1893: Meinrad Inglin, Schweizer Schriftsteller
- 1893: Rued Langgaard, dänischer Komponist und Organist
- 1894: Niklaus Senn, Schweizer Bankmanager und Politiker
- 1894: Freda Dudley Ward, britische High-Society Lady, Mätresse von Eduard VIII.
- 1895: Albert Haug, deutscher kunstsinniger Arzt
- 1896: Barbara La Marr, US-amerikanische Schauspielerin
- 1897: Leonid Abramowitsch Anulow, sowjetischer Kundschafter
- 1897: Albert Huber, Schweizer Diplomat
- 1899: Hans Adler, deutscher Wirtschaftsanwalt
- 1900: Hanns Otto Münsterer, deutscher Mediziner, Schriftsteller und Volkskundler

### 20. Jahrhundert

#### 1901–1925
- 1901: Marielies Schleicher, deutsche Politikerin, MdL
- 1901: Sándor Vándor, ungarischer Komponist und Dirigent
- 1902: Hedwig Haß, deutsche Florettfechterin

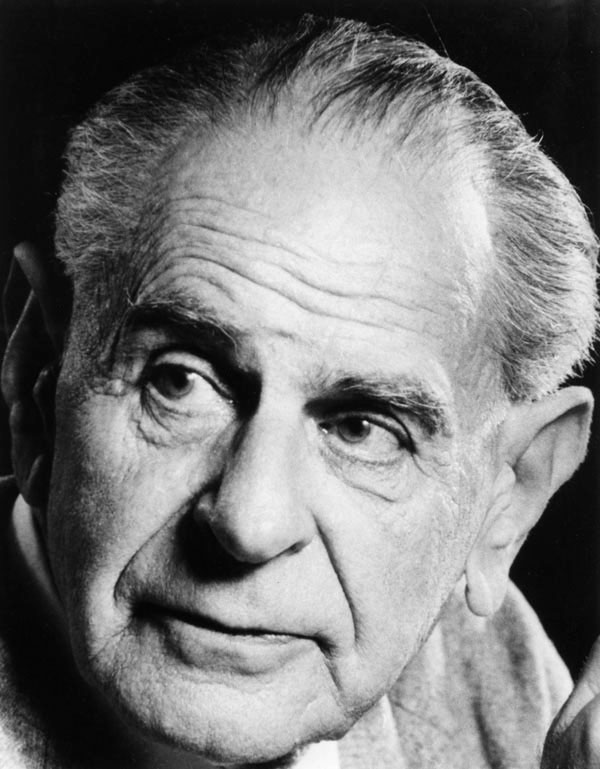
Karl Popper (* 1902)

- 1902: Karl Popper, österreichisch-britischer Philosoph
- 1903: Ernst Wilhelm Bohle, deutscher NS-Gauleiter und Leiter der Auslandsorganisation der NSDAP
- 1903: Silvina Ocampo, argentinische Schriftstellerin und Übersetzerin
- 1903: Lotte Palfi-Andor, deutsche Schauspielerin
- 1903: Hedwig Voegt, deutsche Literaturwissenschaftlerin und Hochschullehrerin
- 1904: Adriaan Schuurman, niederländischer Kirchenmusiker, Liturgiker und Musikpädagoge
- 1904: Pawel Alexejewitsch Tscherenkow, russischer Physiker, Nobelpreisträger
- 1905: Eva van Hoboken, deutsche Schriftstellerin
- 1905: Ehrhard Voigt, deutscher Geologe und Paläontologe, Erfinder der Lackfilmmethode
- 1906: Heinz Ludwig, deutscher Maler, Graphiker und Comiczeichner
- 1906: John Cecil Noël, britischer Militär und Automobilrennfahrer
- 1907: Dolf Sternberger, deutscher Politikwissenschaftler und Journalist
- 1907: Earl Silas Tupper, US-amerikanischer Erfinder der Tupperware
- 1908: Taso Mathieson, britischer Automobilrennfahrer
- 1909: Carl Andresen, deutscher Theologe und Religionshistoriker

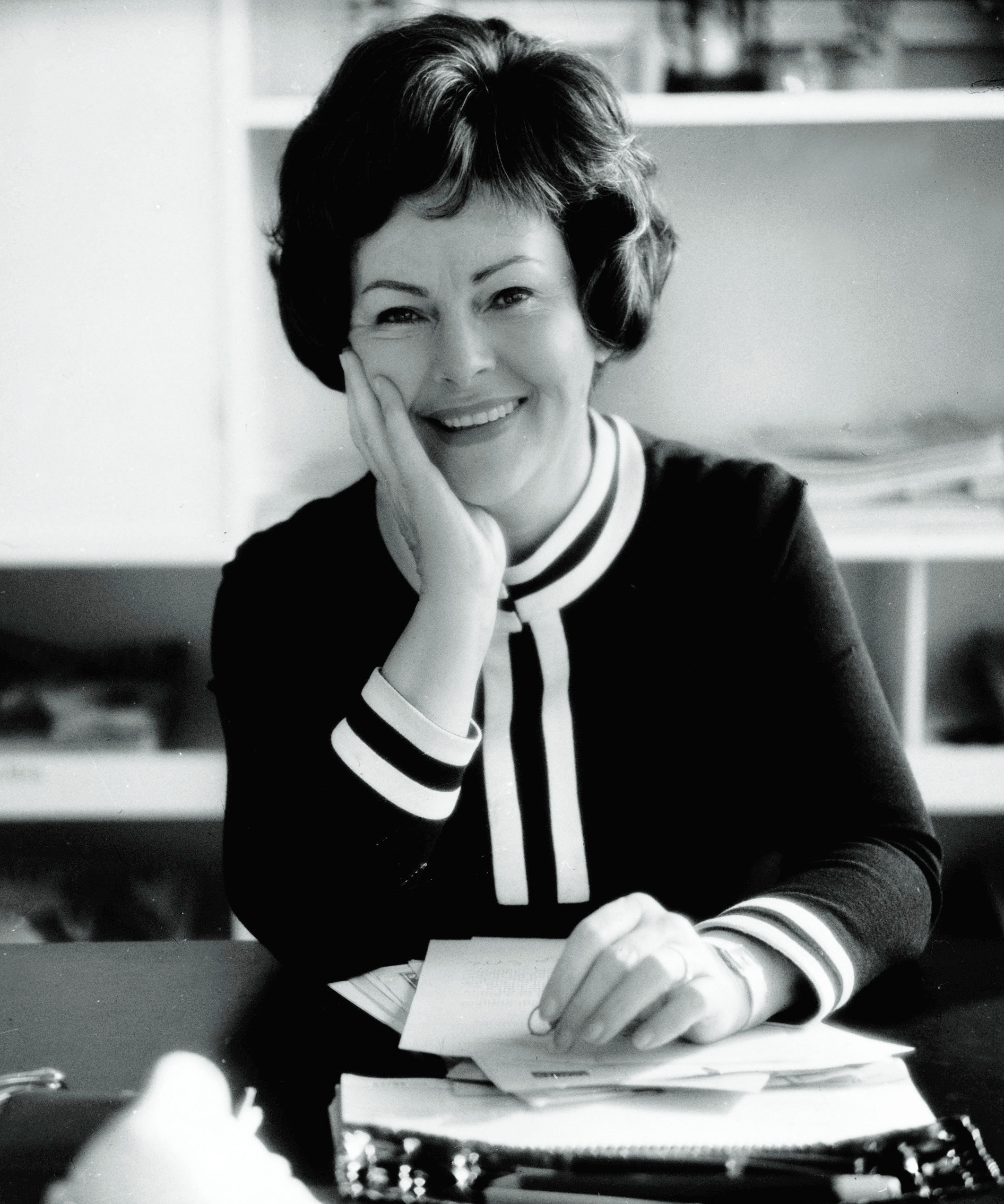
Aenne Burda (* 1909)

- 1909: Aenne Burda, deutsche Verlegerin
- 1909: Malcolm Lowry, britischer Schriftsteller
- 1910: Heinz Beyer, deutscher Ruderer
- 1911: Ann Doran, US-amerikanische Schauspielerin
- 1911: Gerhard Stöck, deutscher Leichtathlet, Olympiasieger
- 1912: Mário Américo, brasilianischer Masseur
- 1912: Robert Rollwage, deutscher Politiker, MdL
- 1915: Brenda de Banzie, britische Schauspielerin
- 1915: Lore Hummel, deutsche Kunstdesignerin, Kinderbuchautorin und -illustratorin
- 1915: Charles Hard Townes, US-amerikanischer Physiker, Nobelpreisträger
- 1916: Werner Andermatt, Schweizer Maler und Grafiker
- 1916: Tilly Lauenstein, deutsche Bühnen- und Filmschauspielerin
- 1917: Brigitte Schröder, deutsche Kommunalpolitikerin und Presbyterin
- 1917: Gerhard Wollner, deutscher Schauspieler und Kabarettist
- 1920: Andrew V. McLaglen, britischer Filmregisseur
- 1920: Lea Padovani, italienische Schauspielerin
- 1921: Fritzi Schwingl, österreichische Kanutin

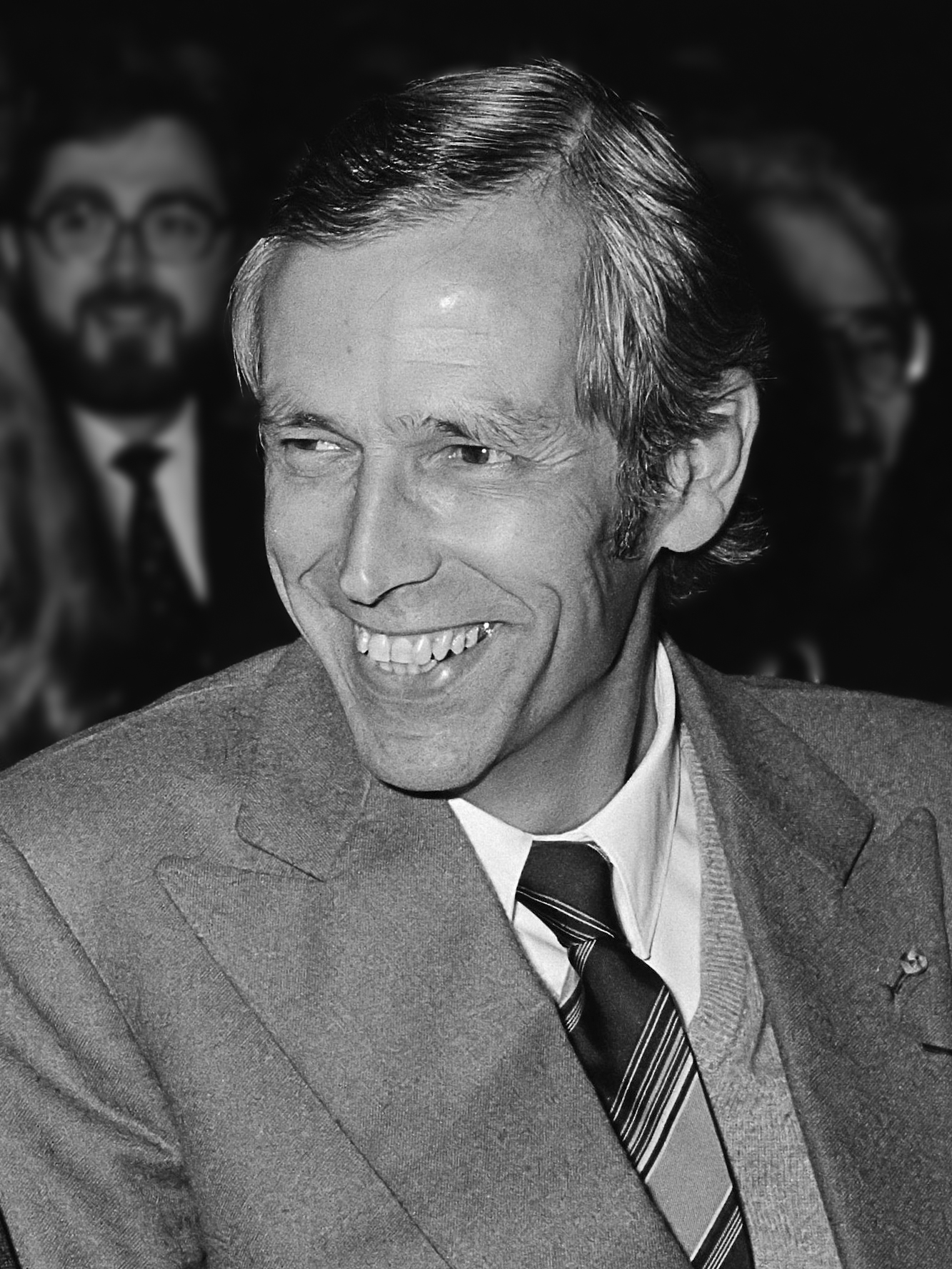
Jacques Piccard (* 1922)

- 1922: Jacques Piccard, Schweizer Tiefseeforscher und Ozeanograph
- 1923: Chou Wen-chung, US-amerikanischer Komponist
- 1923: Ingeborg Eichler, österreichische Ärztin und Pharmakologin
- 1924: Luigi Musso, italienischer Automobilrennfahrer
- 1925: Baruch Samuel Blumberg, US-amerikanischer Mediziner
- 1925: André Boucourechliev, französischer Komponist, Pianist und Musikschriftsteller bulgarischer Herkunft
- 1925: Rolf Ludwig, deutscher Schauspieler
- 1925: Bruno Pesaola, argentinisch-italienischer Fußballspieler und -trainer
- 1925: Juan Schiaffino, uruguayischer Fußballspieler, Weltmeister

#### 1926–1950

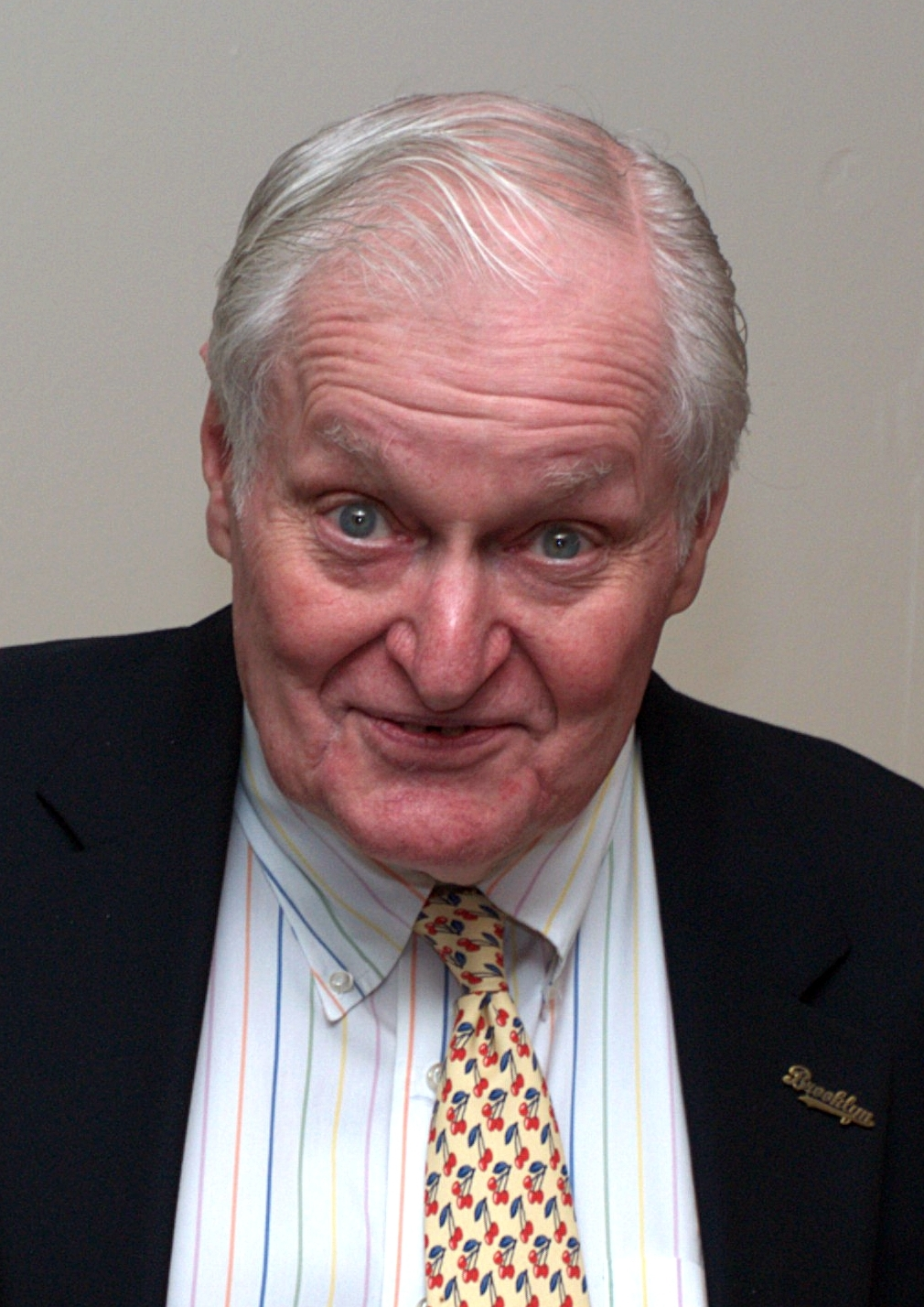
John Ashbery (* 1927)
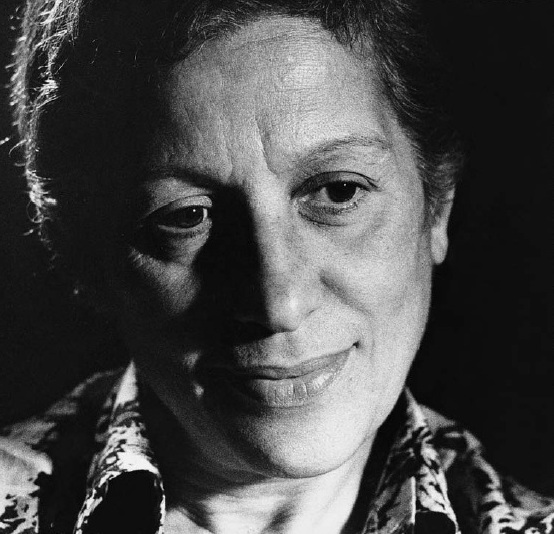
Griselda Gambaro (* 1928)
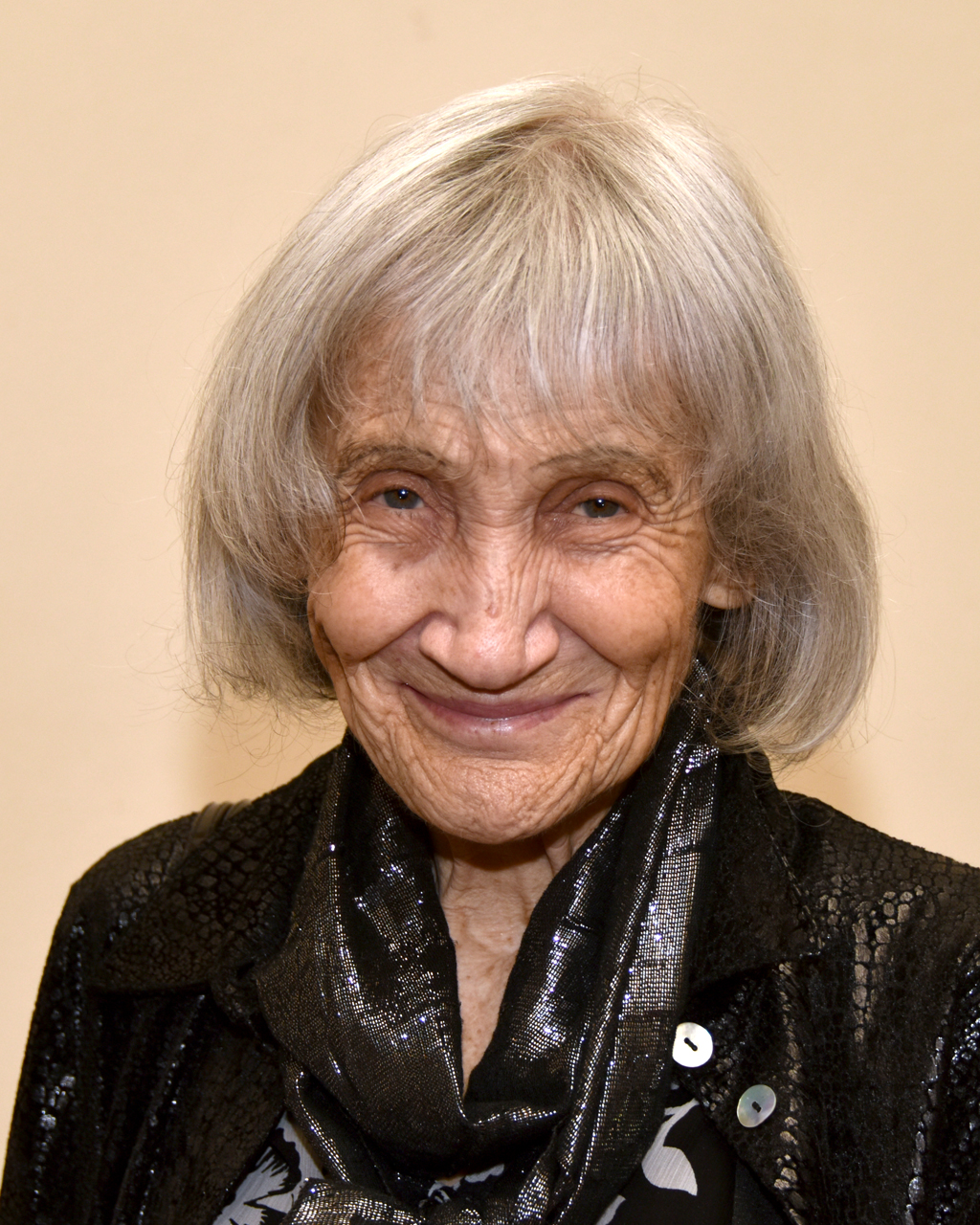
Květa Pacovská (* 1928)
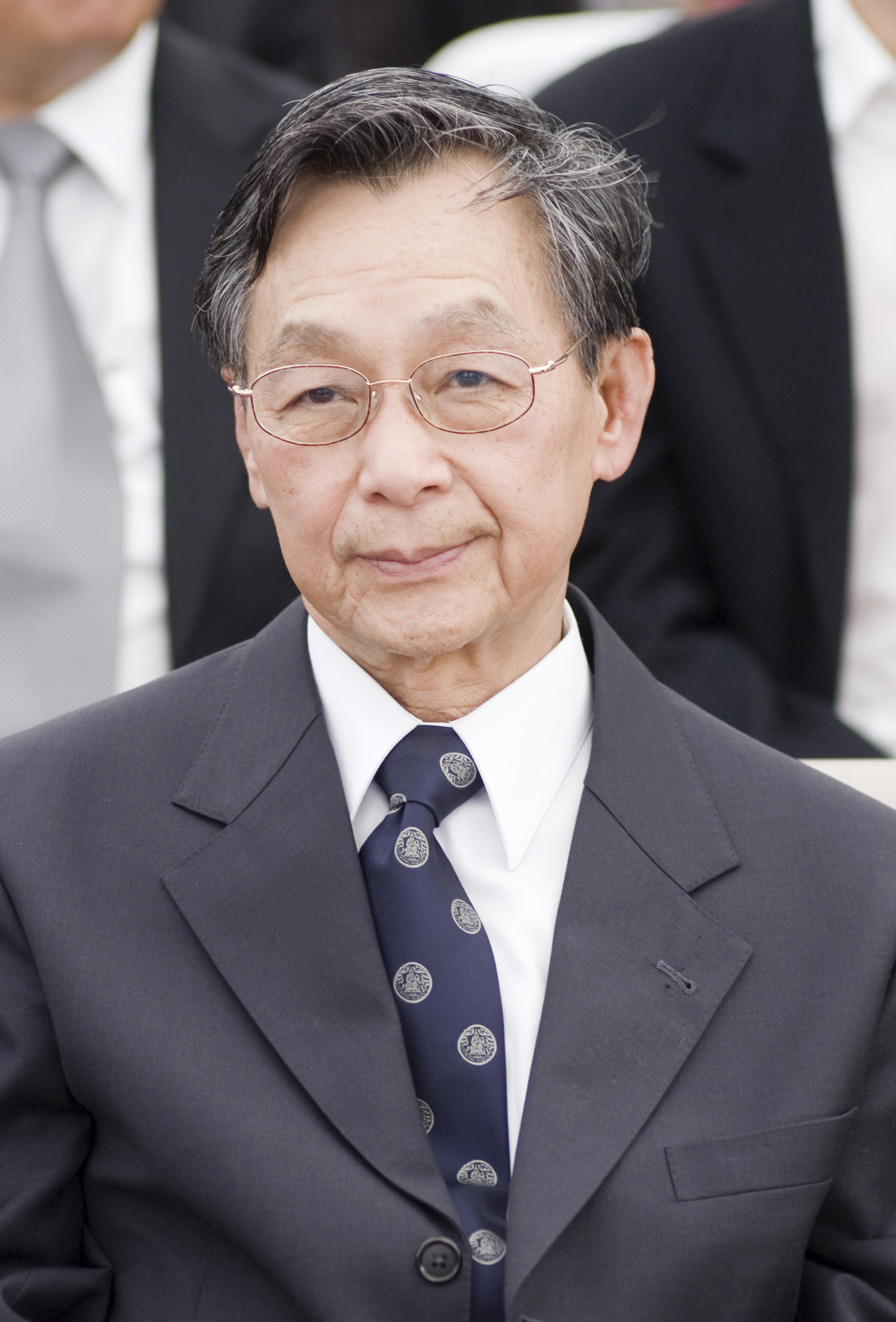
Chuan Leekpai (* 1938)

- 1926: Barbara Cunningham, australische Turnerin und Eisschnellläuferin
- 1927: John Ashbery, US-amerikanischer Dichter
- 1927: Hans Bauer, deutscher Fußballspieler
- 1927: Tadeusz Łomnicki, polnischer Schauspieler
- 1927: Edith Peres-Lethmate, deutsche Bildhauerin
- 1927: Heini Walter, Schweizer Automobilrennfahrer
- 1928: Griselda Gambaro, argentinische Dramatikerin
- 1928: Angélica Gorodischer, argentinische Schriftstellerin
- 1928: Ronnie Lombard, südafrikanischer Turner
- 1928: Květa Pacovská, tschechische Künstlerin und Kinderbuchillustratorin
- 1928: Guy Verrier, französischer Automobilrennfahrer
- 1929: Jacqueline Kennedy Onassis, Ehefrau von John F. Kennedy
- 1929: Werner Vetterli, Schweizer Sportler, Fernsehmoderator und Politiker
- 1930: Jean Roba, belgischer Comiczeichner
- 1930: Haukur Sigurðsson, isländischer Skirennläufer
- 1931: Karl-Friedrich Haas, deutscher Leichtathlet, Olympiamedaillengewinner
- 1933: Yoshiki Hiki, japanischer Ruderer und Chirurg
- 1933: Sigrid Wegner-Korfes, deutsche Historikerin
- 1935: Vasif Adıgözəlov, aserbaidschanischer Komponist
- 1936: Olaf Leu, deutscher Grafik-Designer
- 1936: Victor Moscoso, US-amerikanischer Künstler
- 1936: Milan Uhde, tschechischer Schriftsteller und Politiker
- 1937: Kurt Düwell, deutscher Historiker
- 1937: Bernal Flores, costa-ricanischer Komponist
- 1938: Chuan Leekpai, thailändischer Politiker, Präsident der Nationalversammlung, Premierminister
- 1938: Claus Nissen, dänischer Schauspieler
- 1939: Barry Ashbee, kanadischer Eishockeyspieler und -trainer
- 1940: Gianpaolo Ambrosi, italienischer Rennrodler
- 1941: Colin Higgins, australischer Schriftsteller, Drehbuchautor und Regisseur
- 1941: Riccardo Muti, italienischer Dirigent
- 1942: Neilia Hunter Biden, US-amerikanische Lehrerin und erste Ehefrau Joe Bidens
- 1942: Tsuyoshi Tsutsumi, japanischer Cellist und Musikpädagoge
- 1943: Mike Bloomfield, US-amerikanischer Blues- und Bluesrock-Gitarrist
- 1943: Judy Martz, US-amerikanische Gouverneurin
- 1943: Richard Wright, britischer Musiker
- 1944: Udo Walz, deutscher Friseur
- 1945: Jim Davis, US-amerikanischer Zeichner (Garfield)
- 1946: Marty Hinze, US-amerikanischer Automobilrennfahrer und Rennstallbesitzer
- 1946: Alexander Michailowitsch Saprykin, sowjetischer Volleyballspieler
- 1947: Jelena Dmitrijewna Belowa, sowjetische Fechterin
- 1947: Barbara Ferrell, US-amerikanische Leichtathletin, Olympiasiegerin
- 1947: Jimmy „Duck“ Holmes, US-amerikanischer Bluesmusiker
- 1947: Bill Mockridge, kanadischer Schauspieler und Kabarettist
- 1949ː Halina Bendkowski, deutsche Journalistin, Herausgeberin, Politikerin, Feministin
- 1950: Isidore Battikha, syrischer Erzbischof

#### 1951–1975
- 1951: Santiago Calatrava, spanischer Architekt, Künstler und Bauingenieur

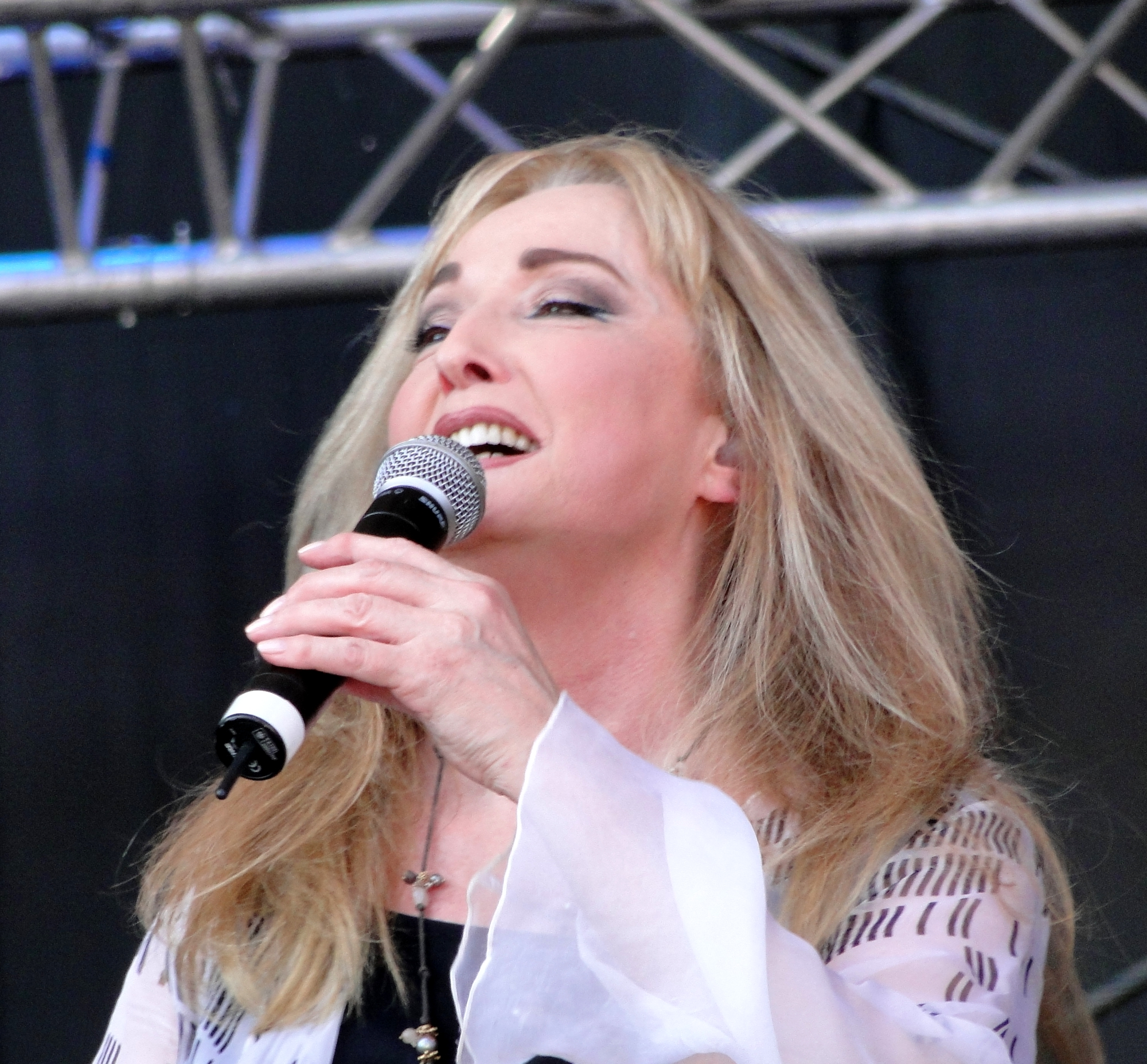
Veronika Fischer (* 1951)

- 1951: Veronika Fischer, deutsche Sängerin

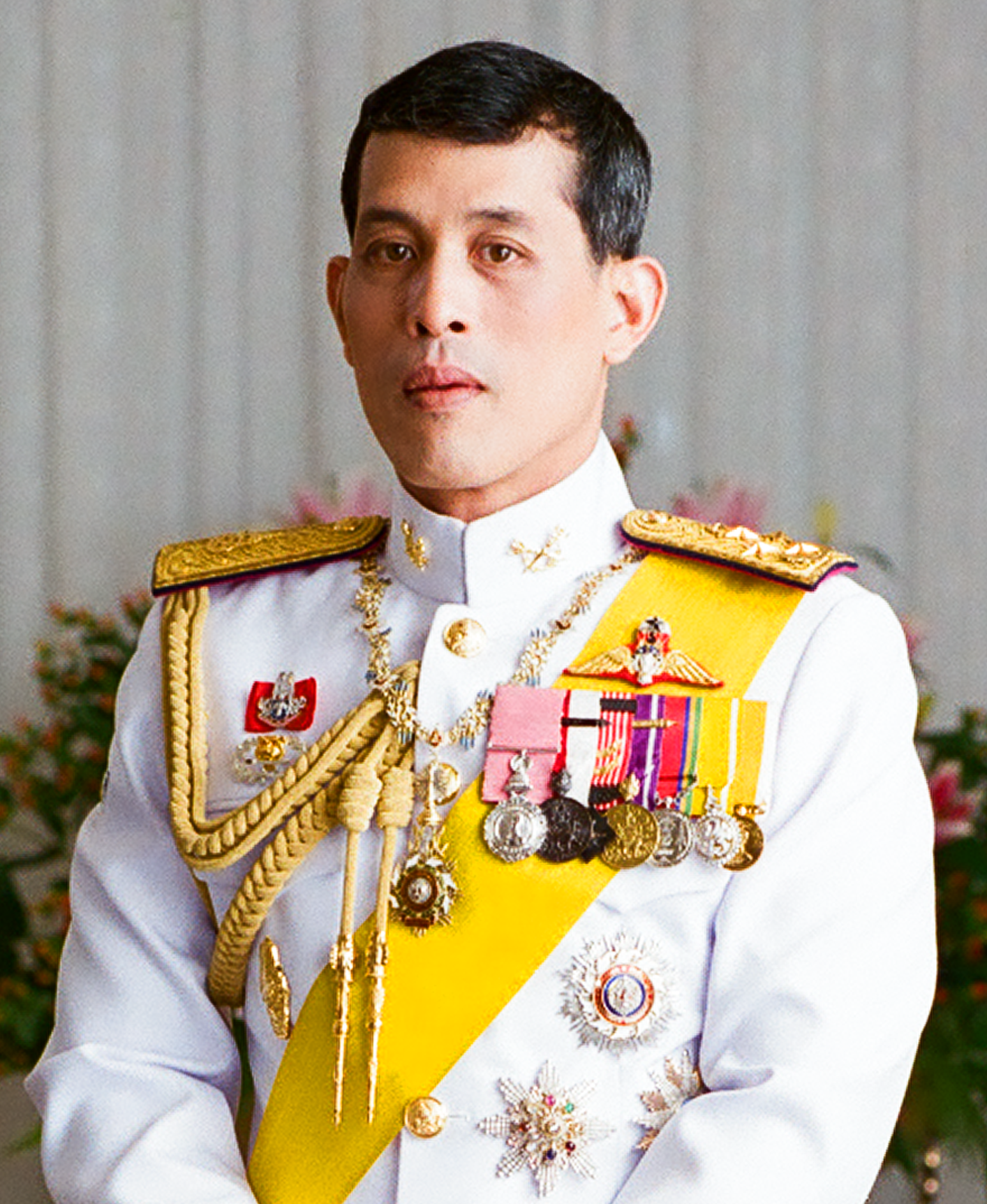
Maha Vajiralongkorn (* 1952)

- 1952: Maha Vajiralongkorn, Rama X., König von Thailand
- 1952: Cordt Schnibben, deutscher Journalist
- 1953: Krista Sager, deutsche Politikerin, MdL, Senatorin, MdB
- 1954: Gabi Aschkenasi, israelischer Generalleutnant
- 1954: Hugo Chávez, venezolanischer Offizier und Politiker, Staatspräsident
- 1954: Gerd Faltings, deutscher Physiker und Mathematiker
- 1954: Steve Morse, US-amerikanischer Musiker
- 1955: Vasile Andrei, rumänischer Ringer, Olympiasieger
- 1955: Gregg Giuffria, US-amerikanischer Keyboarder
- 1956: Carol Higgins Clark, US-amerikanische Autorin
- 1956: Robert Swan, Polarforscher und Umweltschützer
- 1957: Friedrich Keil, österreichischer Komponist
- 1957: Scott Pelley, US-amerikanischer Fernsehjournalist
- 1957: Judith von Radetzky, deutsche Schauspielerin
- 1960: Alexandre Czerniatynski, belgischer Fußballspieler

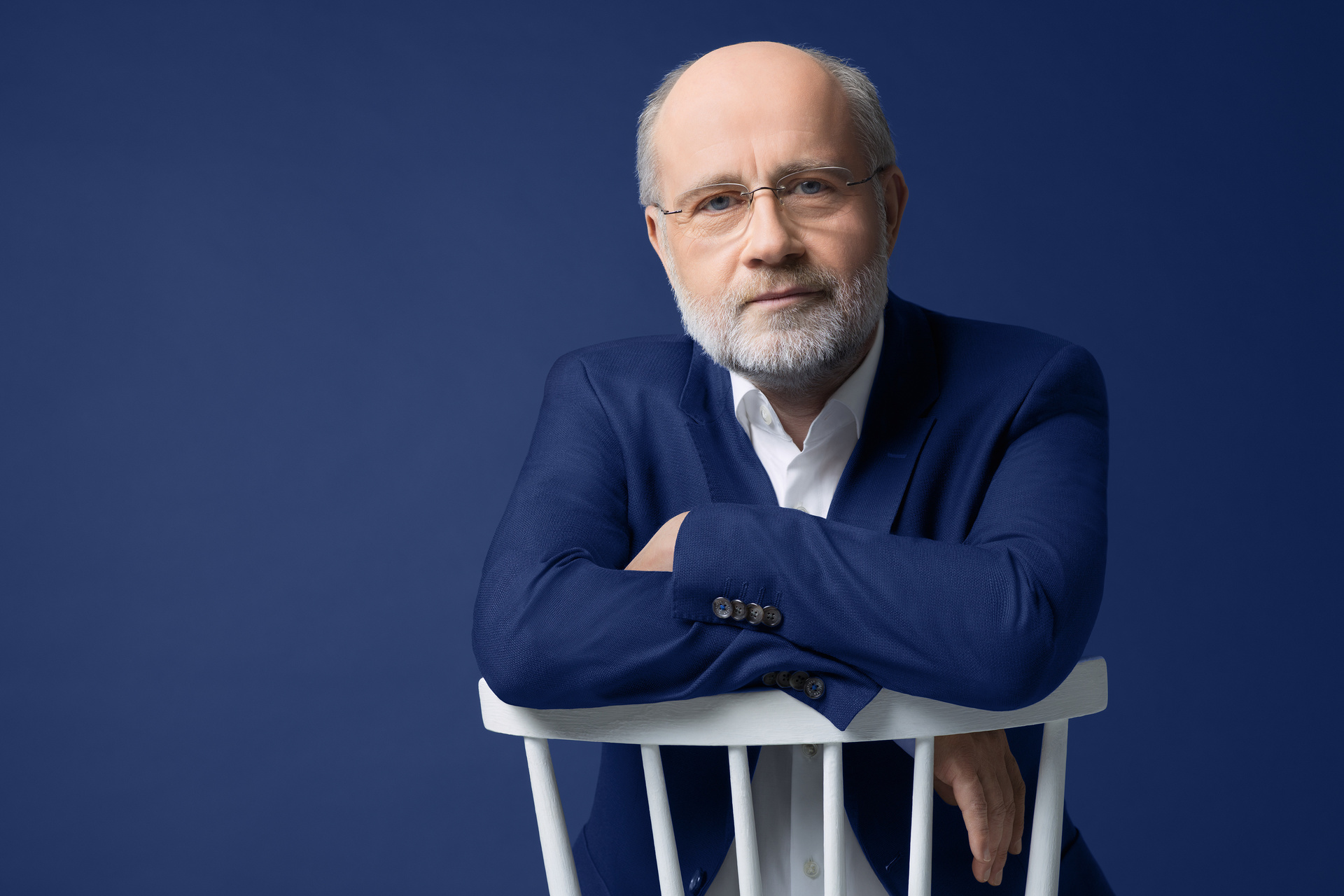
Harald Lesch (* 1960)

- 1960: Harald Lesch, deutscher Physiker, Astronom, Philosoph, Autor und Fernsehmoderator
- 1961: Yannick Dalmas, französischer Automobilrennfahrer
- 1962: Claudia Felser, deutsche Chemikerin und Materialwissenschaftlerin
- 1962: Torsten Gütschow, deutscher Fußballspieler
- 1962: Michael Mauer, deutscher Automobildesigner
- 1962: Rachel Sweet, US-amerikanische Sängerin
- 1963: Beverley Craven, britische Sängerin
- 1963: Marc Marshall, deutscher Sänger
- 1963: Mark Mersiowsky, deutscher Historiker und Diplomatiker
- 1964: Henrique Aparecido De Lima, brasilianischer Geistlicher
- 1964: Gerd U. Auffarth, deutscher Augenarzt und Hochschullehrer
- 1964: Stefan Bitterauf, deutscher Rollstuhltennisspieler und Bodybuilder
- 1964: Egon Brestian, österreichischer Schachspieler und -trainer
- 1964: Karin Buder, österreichische Skirennläuferin
- 1964: Aleksandar Christow, bulgarischer Bogen
- 1964: Musa Wenkosi Dube, botswanische Theologin und Hochschullehrerin
- 1964: Eva-Maria Faber, deutsche Theologin und Professorin
- 1964: Veronika Fischer, deutsche Anwältin und Politikerin
- 1964: Barbara Ganz, Schweizer Radrennfahrerin
- 1964: Ingrid Hack, deutsche Politikerin
- 1964: Lina Joy, malaysische Konvertitin
- 1964: Umar Hayat Khan, pakistanischer Squashspieler
- 1964: Torsten Kühnemund, deutscher Degenfechter
- 1964: Ian Livingston, Baron Livingston of Parkhead, schottischer Manager und Politiker
- 1964: Lori Loughlin, US-amerikanische Schauspielerin
- 1964: Liane Offermanns, deutsche Politikerin
- 1964: Andreas Pohl, deutscher Unternehmer
- 1964: Steffen Rosmeisl, deutscher Elektrotechniker und Politiker
- 1964: Michael Sauerbier, deutscher Humanmediziner
- 1964: Sybille Schönrock, deutsche Schwimmerin
- 1964: Raju Sharma, deutscher Anwalt, Politiker und Schriftsteller
- 1964: Kazimierz Michał Ujazdowski, polnischer Politiker und Doktor der Rechtswissenschaften
- 1965: Jens Hänisch, deutscher Journalist und Fernsehmoderator
- 1965: Delfeayo Marsalis, US-amerikanischer Jazzposaunist
- 1965: Pedro Troglio, argentinischer Fußballspieler und -trainer
- 1966: Mette Gjerskov, dänische Politikerin und Ministerin
- 1966: Marina Wladimirowna Klimowa, russische Eiskunstläuferin
- 1966: Xaver Zembrod, deutscher Fußballspieler und -trainer

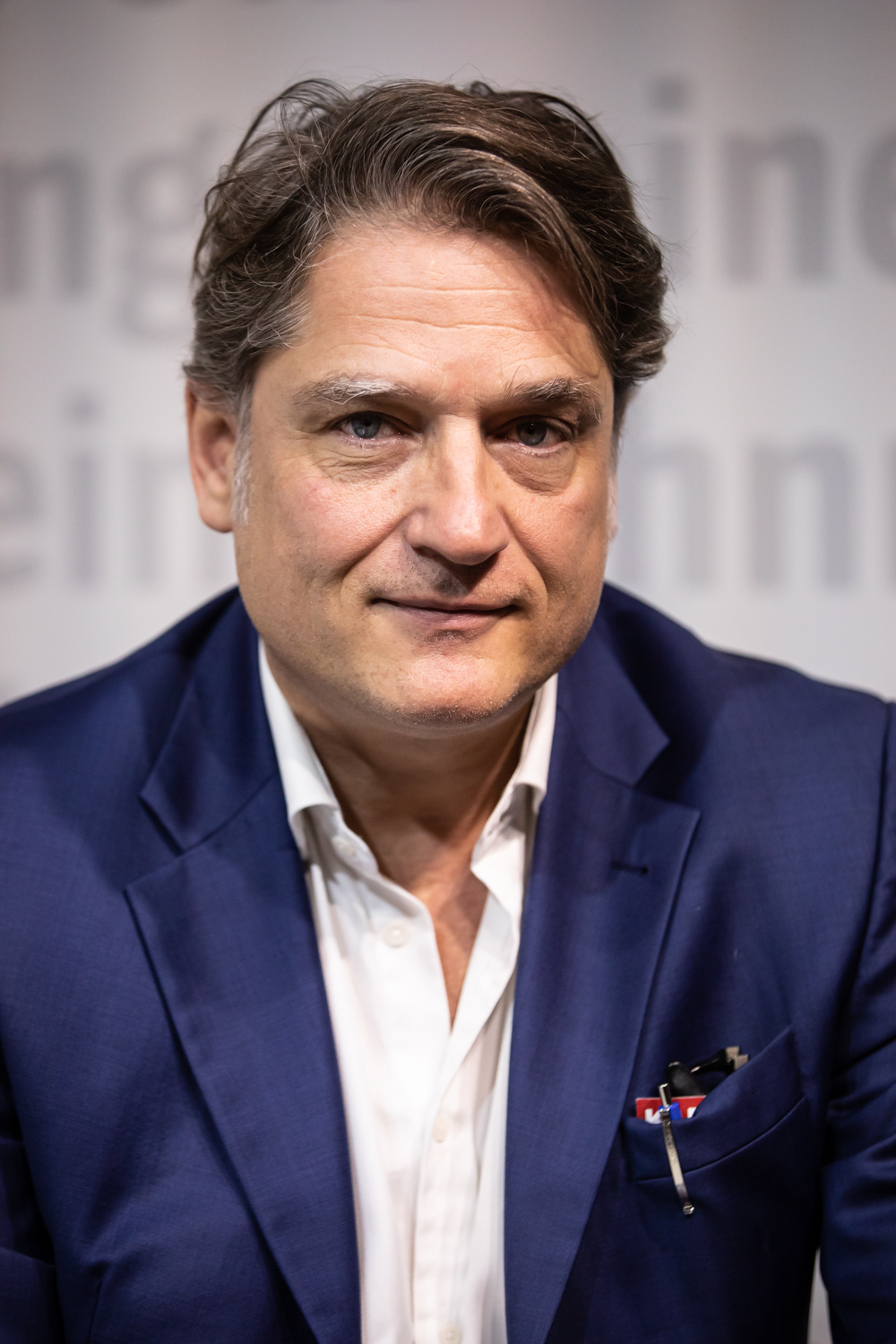
Jakob Augstein (* 1967)

- 1967: Jakob Augstein, deutscher Journalist und Verleger
- 1967: Ruth Berktold, deutsche Architektin
- 1967: Helmut Schleich, deutscher Kabarettist

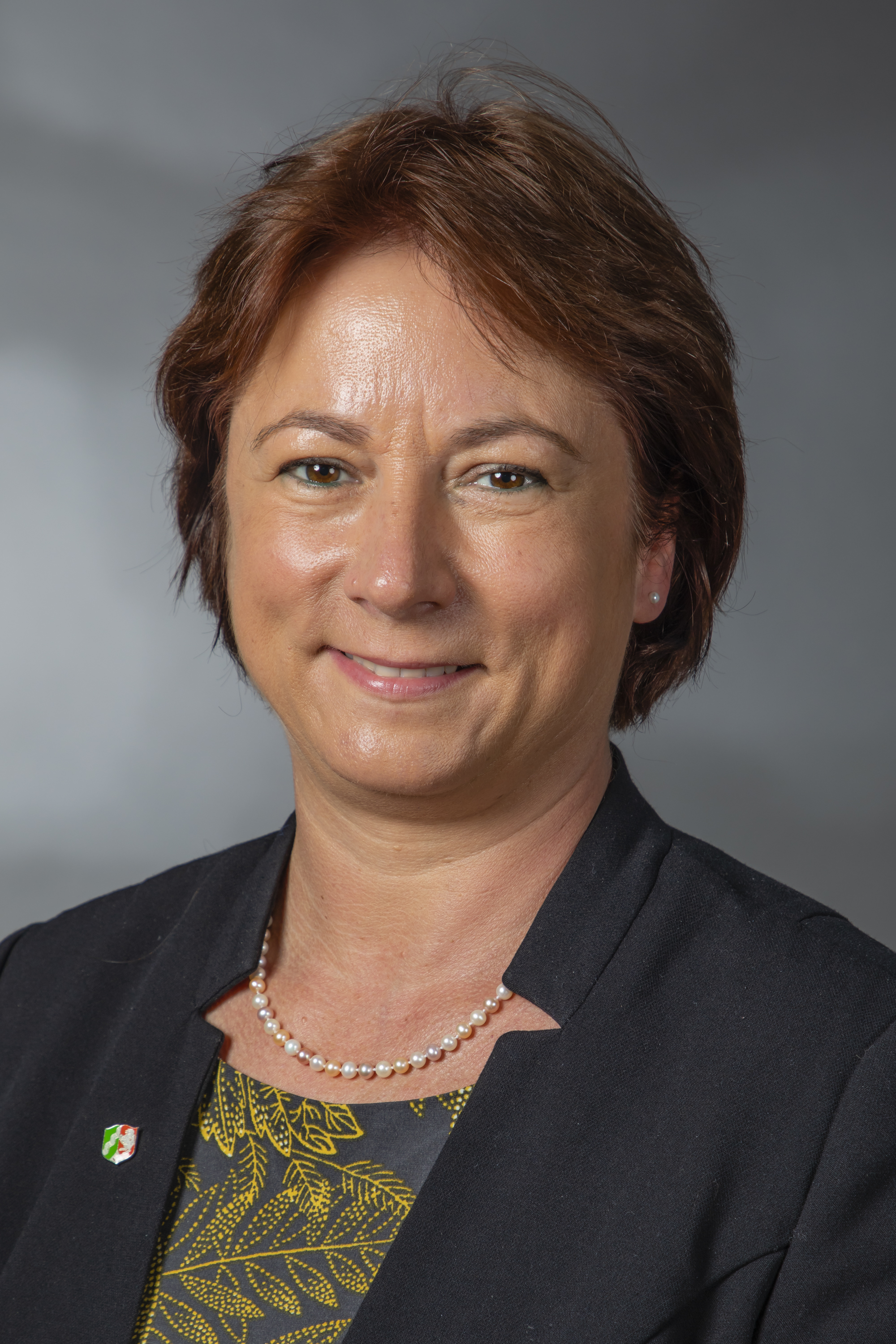
Bianca Winkelmann (* 1967)

- 1967: Bianca Winkelmann, deutsche Politikerin
- 1968: Rachel Blakely, australische Schauspielerin
- 1968: José Jaime González, kolumbianischer Radrennfahrer
- 1969: Alexis Arquette, US-amerikanische Sängerin und Schauspielerin
- 1969: Carsten Rocker, deutscher Komponist, Filmkomponist und Produzent
- 1969: Alexander Schubert, deutscher Historiker und Kulturmanager
- 1970: Michael Amott, schwedischer Gitarrist
- 1970: Rohini Kuner, indisch-deutsche Schmerzforscherin
- 1971: Drew Karpyshyn, kanadischer Schriftsteller
- 1974: Afroman, US-amerikanischer Rapper
- 1974: Alexis Tsipras, griechischer Politiker
- 1975: Imke Duplitzer, deutsche Degenfechterin
- 1975: Miriam Pede, deutsche Fernseh- und Radiomoderatorin

#### 1976–2000
- 1976: Curumin, brasilianischer Sänger
- 1976: Kai Schumann, deutscher Schauspieler

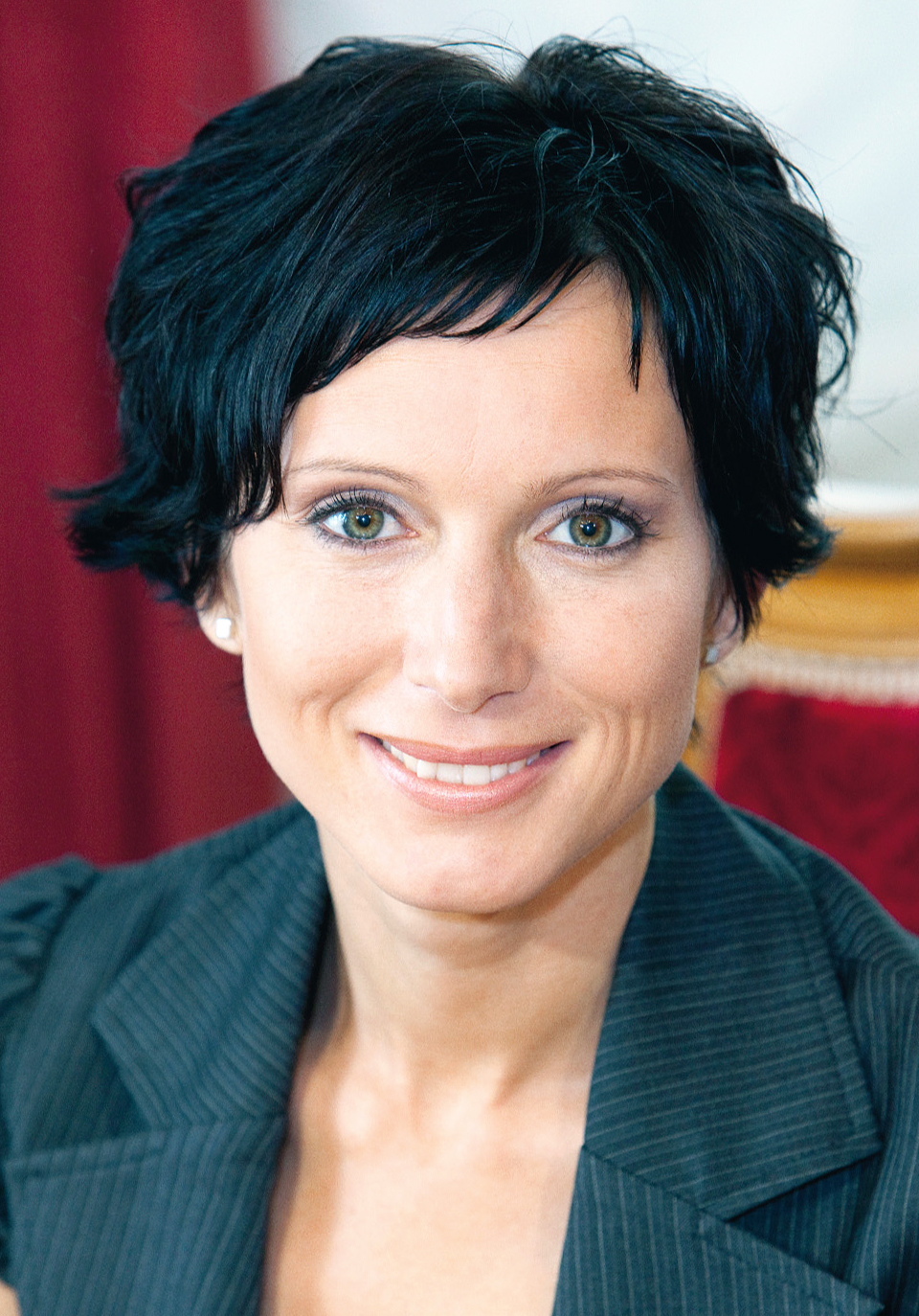
Pascale Bruderer (* 1977)

- 1977: Pascale Bruderer, Schweizer Nationalrätin
- 1977: Manu Ginóbili, argentinischer Basketballspieler
- 1980: Heiko Butscher, deutscher Fußballspieler
- 1981: Michael Carrick, englischer Fußballspieler
- 1981: Patrick Long, US-amerikanischer Automobilrennfahrer
- 1982: Jean-François Kornetzky, französischer Fußballtorhüter
- 1982: Ágústa Eva Erlendsdóttir, isländische Sängerin und Schauspielerin
- 1982: Carl Godager Kaas, norwegischer Orientierungsläufer
- 1983: Victor Gangl, österreichischer Komponist und Musikproduzent
- 1983: Marcel Schied, deutscher Fußballspieler
- 1983: Vladimir Stojković, serbischer Fußballspieler
- 1984: Arash Marandi, deutscher Schauspieler

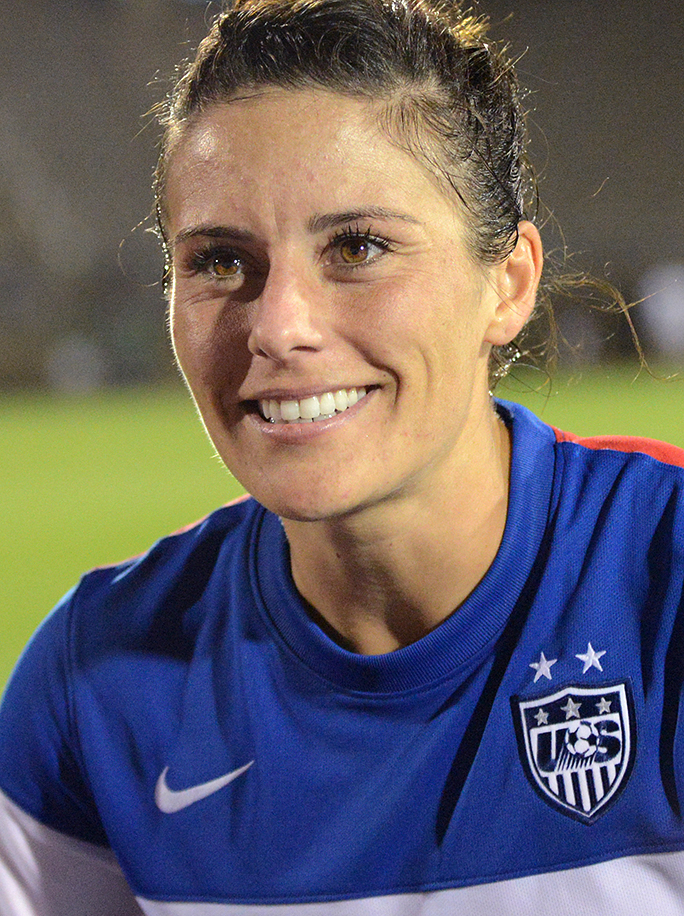
Ali Krieger (* 1984)

- 1984: Ali Krieger, US-amerikanische Fußballspielerin
- 1984: Zach Parise, US-amerikanischer Eishockeyspieler
- 1985: Tynisha Keli, US-amerikanische Sängerin
- 1986: Tiago Apolónia, portugiesischer Tischtennisspieler
- 1986: Alexandra Chando, US-amerikanische Schauspielerin
- 1987: Pedro, spanischer Fußballspieler
- 1988: Emanuel Biancucchi, argentinischer Fußballspieler
- 1988: Cecilia Damström, finnische Komponistin
- 1988: Mélissa Plaza, französische Fußballspielerin
- 1989: Albin Ekdal, schwedischer Fußballspieler
- 1990: Roberto Rodríguez, Schweizer Fußballspieler
- 1990: Soulja Boy, US-amerikanischer Rapper
- 1990: Lara Neumann, deutsche Politikerin
- 1990: Aleksandr Sidorov, usbekischer Billardspieler
- 1991: Isabelle Jongenelen, niederländische Handballspielerin
- 1993: Philipp Manuel Gutmann, österreichischer Komponist, Musiklektor und Musikwissenschafter
- 1993: Harry Kane, englischer Fußballspieler
- 1993: Linus Schütz, deutscher Schauspieler
- 1994: Steffen Brinkmann, deutscher Komponist
- 1995: Zoë Valks, schweizerisch-niederländische Schauspielerin
- 1995: Wen Ying, chinesische Biathletin
- 1997: Petar Pavlovic, österreichischer Fußballspieler
- 1998: Alexander Muchin, kasachischer Biathlet
- 1998: Frank Ntilikina, französischer Basketballspieler
- 2000: Mero, deutscher Rapper

### 21. Jahrhundert

#### 2001–2025
- 2003: Arlind Rexhepi, albanisch-deutscher Fußballspieler
- 2005: Valentin Abt, deutscher Handballspieler

## Gestorben

### Vor dem 16. Jahrhundert
- 0450: Theodosius II., oströmischer Kaiser
- 0938: Thankmar, Halbbruder König Ottos I.
- 1041: Dietmar II., Erzbischof von Salzburg
- 1057: Viktor II., Papst
- 1127: Wilhelm II., Herzog von Apulien
- 1128: Wilhelm I. Clito, Herzog der Normandie und Graf von Flandern
- 1227: Bernhard der Gute, deutscher Ritter und Diplomat
- 1227: Otto II. von Lippe, Bischof von Utrecht
- 1230: Leopold VI., österreichischer Adeliger, Herzog von Österreich und der Steiermark

- 1276: Arnold II., deutscher Abt

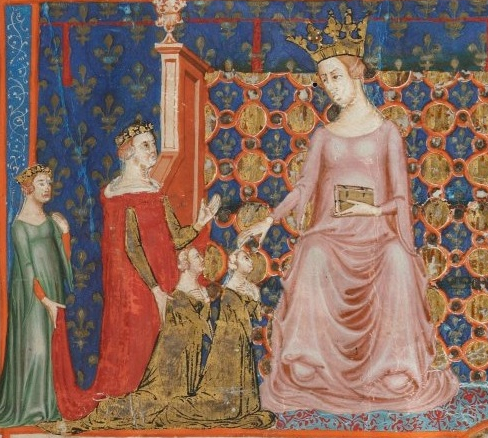
Sancha von Mallorca († 1345)

- 1311: Emicho Wildgraf von Kyrburg, Bischof von Freising
- 1330: Michael III., bulgarischer Zar
- 1333: Guigues VIII., Dauphin von Viennois
- 1345: Sancha von Mallorca, Königin von Neapel
- 1368: Bolko II., Herzog von Schweidnitz-Jauer
- 1410: Johanna Sophie von Bayern, jüngste Tochter Herzog Albrechts I. von Straubing-Holland
- 1412: Heinrich III. von Rosenberg, Adeliger aus dem Haus Rosenberg, höchster Burggraf in Prag
- 1426: Béraud III., Dauphin von Auvergne, Graf von Clermont und Graf von Sancerre
- 1466: Jean de Luxembourg, Herr von Haubourdin
- 1473: Niccolò Tron, 68. Doge von Venedig

### 16. und 17. Jahrhundert
- 1510: Georg Alt, deutscher Übersetzer und Historiograph
- 1527: Rodrigo de Bastidas, spanischer Eroberer
- 1531: Adolf Arbogast, deutscher Theologe

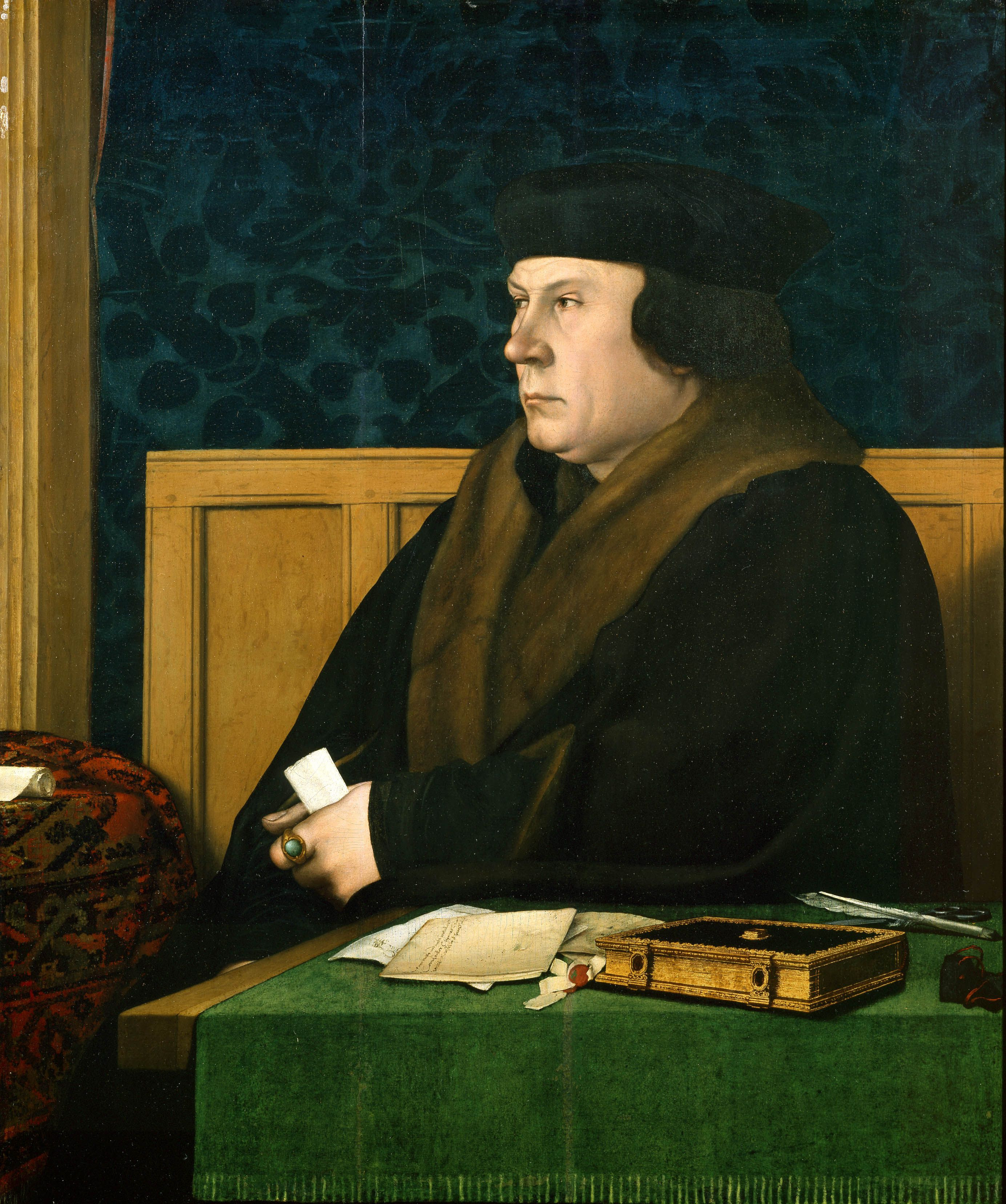
Thomas Cromwell († 1540)

- 1540: Thomas Cromwell, 1. Earl of Essex, englischer Staatsmann
- 1540: Hermann Tulichius, deutscher evangelischer Theologe, Pädagoge und Reformator
- 1544: Ruprecht von Pfalz-Veldenz, Graf von Veldenz
- 1614: Felix Platter, Schweizer Arzt und Schriftsteller
- 1616: Adrien d’Amboise, französischer Kaplan und Bischof von Tréguier
- 1626: Henning Dedekind, deutscher Komponist
- 1631: Guillén de Castro, spanischer Dramatiker
- 1637: Johann Christoph von Westerstetten, Bischof von Eichstätt, Gegenreformator und Hexenverfolger
- 1655: Cyrano de Bergerac, französischer Schriftsteller
- 1667: Abraham Cowley, englischer Dichter
- 1676: Edward Reynolds, Bischof von Norwich
- 1683: David Khöll, kaiserlicher Hof-Steinmetzmeister und Obervorsteher der Wiener Bauhütte
- 1696: Charles Colbert, marquis de Croissy, französischer Diplomat und Außenminister

### 18. Jahrhundert
- 1718: Étienne Baluze, französischer Historiker
- 1721: Nureddin al-Dscherrahi, Gründer des Dscherrahi-Derwisch-Ordens in Istanbul
- 1723: Soror Mariana Alcoforado, portugiesische Nonne und Schriftstellerin
- 1738: Heinrich, Herzog von Sachsen-Merseburg

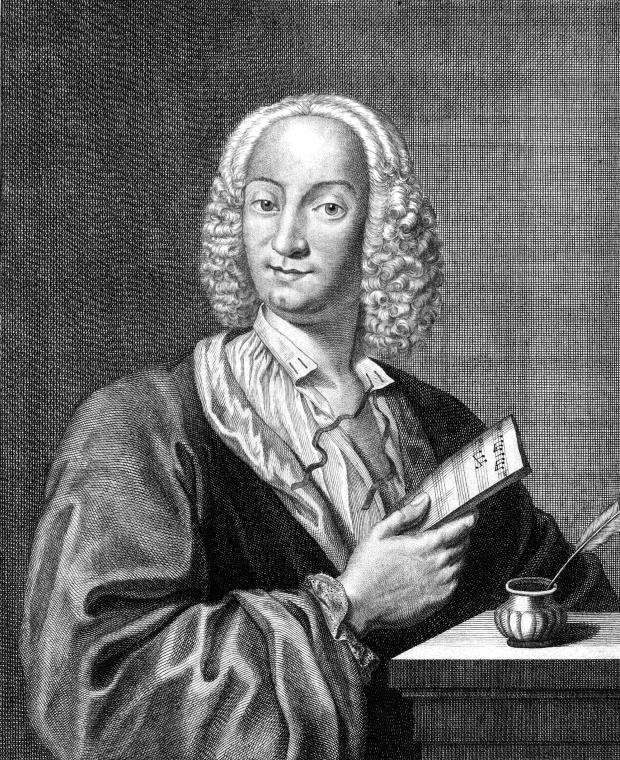
Antonio Vivaldi († 1741)

- 1741: Antonio Vivaldi, italienischer Komponist
- 1744: Lorenzo De Ferrari, italienischer Maler und Freskant
- 1745: Hermann Dietrich Meibom, deutscher Jurist, Historiker und Hochschullehrer
- 1746: John Peter Zenger, deutsch-US-amerikanischer Publizist und Verleger
- 1750: Johann Sebastian Bach, deutscher Komponist, Orgel- und Klaviervirtuose des Barock
- 1750: Conyers Middleton, englischer Geistlicher und Autor
- 1758: Christian Ludwig Stieglitz, deutscher Jurist, Ratsherr und Bürgermeister von Leipzig
- 1781: Matthäus Claunigk, Orgelbauer in der Niederlausitz und Begründer des Sonnewalder Orgelbaus
- 1783: Martín de Mayorga, spanischer Offizier, Kolonialverwalter und Vizekönig von Neuspanien
- 1794: Georges Couthon, französischer Politiker und Anhänger Robespierres
- 1794: François Hanriot, französischer Politiker und Revolutionär
- 1794: Augustin Robespierre, französischer Politiker und Revolutionär
- 1794: Maximilien de Robespierre, französischer Politiker und Revolutionär
- 1794: Louis Antoine de Saint-Just, französischer Politiker und Revolutionär
- 1799: Johann Georg Distler, österreichischer Geiger und Komponist

### 19. Jahrhundert
- 1802: Giuseppe Sarti, italienischer Komponist, Kapellmeister und Musikpädagoge

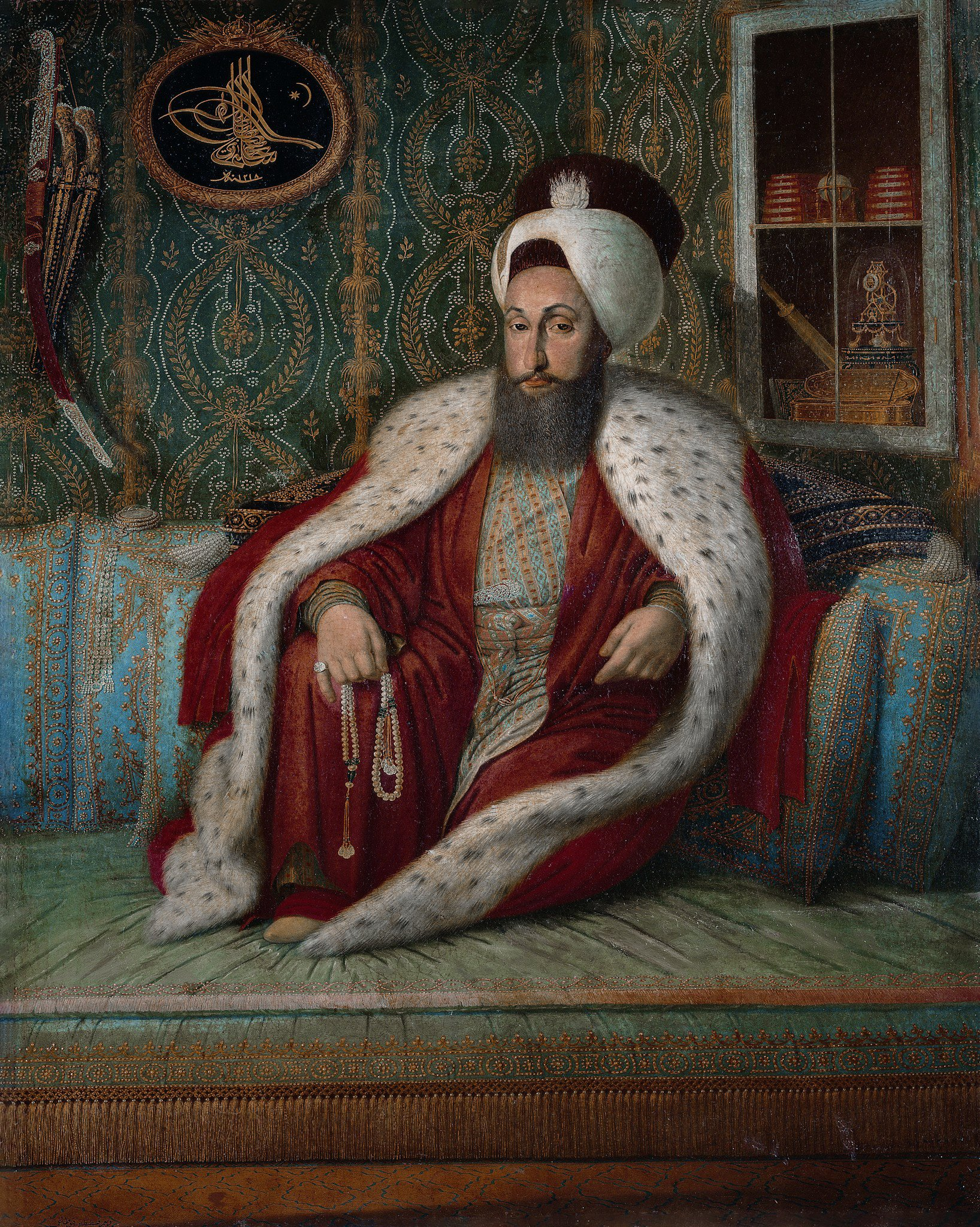
Selim III. († 1808)

- 1808: Selim III., Sultan des Osmanischen Reiches
- 1809: Heinrich von Porbeck, badischer General und Militärschriftsteller
- 1811: Heinrich Joseph von Collin, deutscher Schriftsteller
- 1818: Gaspard Monge, französischer Mathematiker und Physiker
- 1832: Joseph Schreyvogel, österreichischer Schriftsteller
- 1837: Joseph Schubert, deutscher Violinist, Bratschist und Komponist
- 1838: Bernhard Henrik Crusell, finnisch-schwedischer Klarinettist und Komponist
- 1839: Philipp Wilhelm van Heusde, niederländischer Philosoph, Historiker, Philologe, Bibliothekar und Rhetoriker
- 1842: Clemens Brentano, deutscher Schriftsteller
- 1843ː Henriette Danneskiold-Samsøe, dänische Unternehmerin und Gutsbesitzerin
- 1844: Joseph Bonaparte, Bruder Napoleons I., König von Neapel und Spanien
- 1845: François René Gebauer, französischer Komponist, Professor und Fagottist
- 1847: John Walter, britischer Inhaber und Herausgeber der The Times
- 1849: Karl Albert, König von Sardinien-Piemont und Herzog von Savoyen
- 1849: Gabriel Jean Joseph Molitor, französischer General, Marschall und Pair von Frankreich
- 1855: Salomon Rothschild, deutscher Adeliger, Begründer des österreichischen Zweigs der Rothschild-Familie
- 1864: Johann Hermann Kufferath, deutscher Komponist
- 1866: Frédéric-Auguste Quesnel, kanadischer Politiker
- 1870: Bernhard Dunker, norwegischer Jurist und Autor

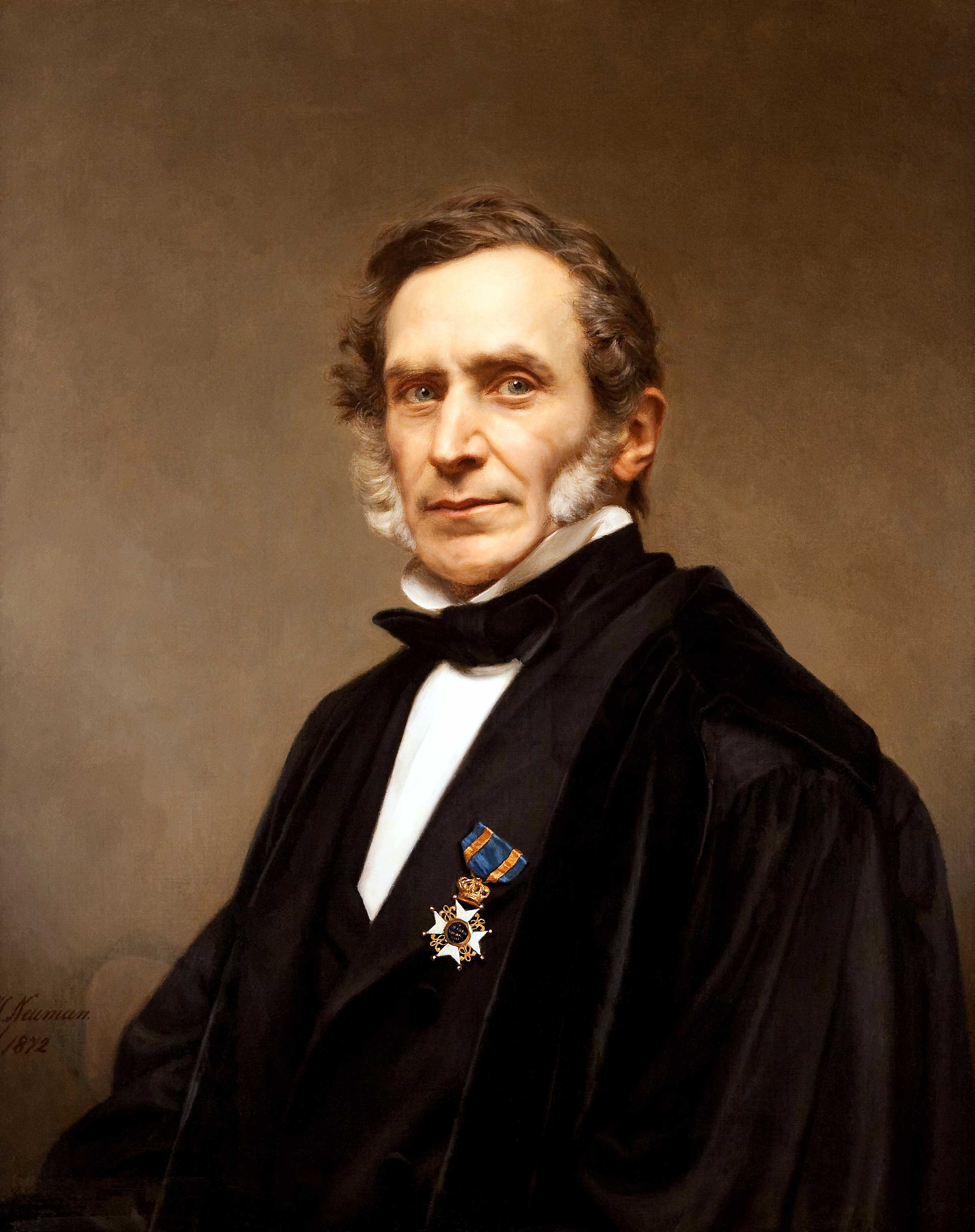
Frederik Kaiser († 1872)

- 1872: Frederik Kaiser, niederländischer Astronom
- 1875: Bertha von Redern, deutsche Malerin
- 1875: Johann Baptist von Schweitzer, deutscher Politiker, Mitglied des Reichstages
- 1877: Richard Dybeck, schwedischer Altertumsforscher, Ethnologe und Dichter
- 1883: Władysław Ludwik Anczyc, polnischer Schriftsteller, Dichter und Dramatiker
- 1885: Moses Montefiore, britischer Unternehmer und Philanthrop
- 1887: Ernst von Leutsch, deutscher Altphilologe
- 1894ː Ottilie von Below, deutsche Schriftstellerin
- 1895: Albert Haug, deutscher kunstsinniger Arzt
- 1897: Étienne Vacherot, französischer Gelehrter und Philosoph
- 1899: Antonio Guzmán Blanco, venezolanischer General und Präsident von Venezuela
- 1900: Kham Souk, Herrscher des laotischen Reiches Champasak

### 20. Jahrhundert

#### 1901–1950
- 1901: Hermann Götz, deutscher Maler, Lithograf, Plastiker und Kunstgewerbler
- 1904: Jules Bovon, Schweizer evangelischer Geistlicher und Hochschullehrer
- 1904: Nikolaus von Rauch, preußischer Oberst

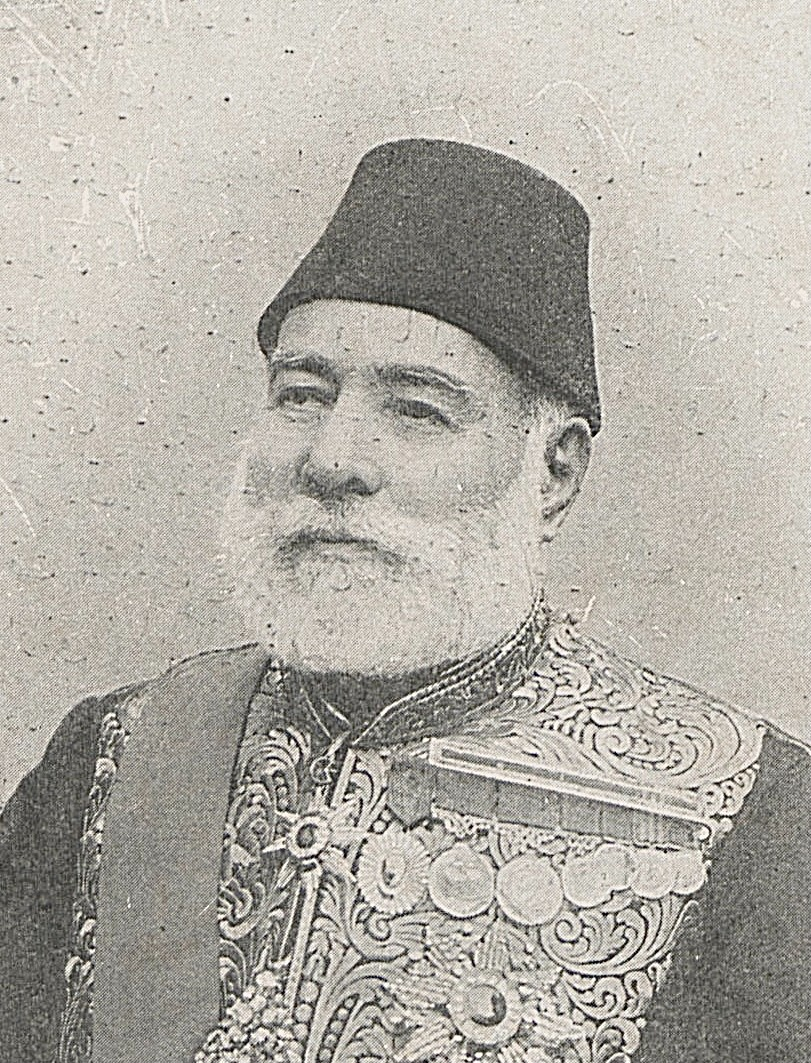
Abdurrahman Nureddin Pascha († 1912)

- 1912: Abdurrahman Nureddin Pascha, Großwesir des Osmanischen Reiches
- 1913: Wilhelm Augst, deutscher Politiker
- 1917: Alfred Auger, französischer Jagdflieger
- 1917: Ernst Sandberg, deutscher Mediziner
- 1923: August Brinkmann, deutscher Altphilologe
- 1923: Otto Vesper, deutscher Politiker
- 1926: Jenő Károly, ungarischer Fußballspieler und -trainer
- 1930: John DeWitt, US-amerikanischer American-Football-Spieler und Hammerwerfer
- 1930: Allvar Gullstrand, schwedischer Mediziner, Nobelpreisträger

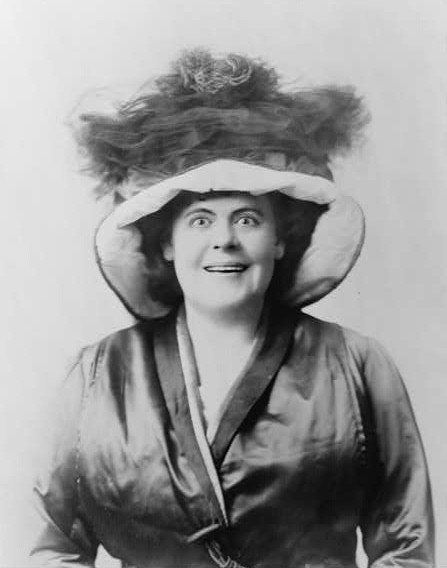
Marie Dressler († 1934)

- 1934: Marie Dressler, kanadische Schauspielerin
- 1939: Francesco Paolo Frontini, italienischer Komponist
- 1942ː Dora Bromberger, deutsche Malerin, Holocaustopfer
- 1942: Flinders Petrie, britischer Archäologe
- 1943: Pierre-Macario Saba syrischer Erzbischof von Aleppo
- 1944: Ralph Howard Fowler, britischer Physiker
- 1944: Ernst Lejeune, deutscher Kaufmann und Münzsammler
- 1945: Margot Asquith, britische Schriftstellerin
- 1946: Robert Mazaud, französischer Automobilrennfahrer
- 1946: Sigvaldi Kaldalóns, isländischer Komponist und Arzt

#### 1951–2000

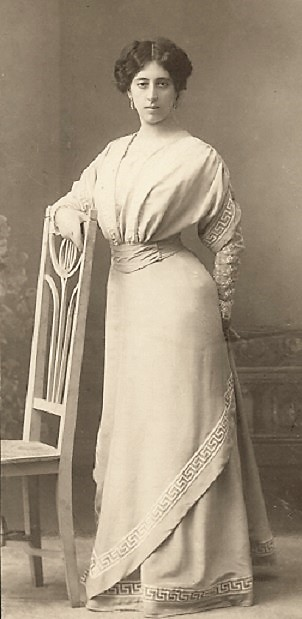
Medea Norsa († 1952)

- 1951: Kurt Bürger, deutscher Politiker, Ministerpräsident von Mecklenburg
- 1952ː Meta Eyl, deutsche Theologin und Frauenrechtlerin
- 1952: Medea Norsa, italienische Klassische Philologin und Papyrologin
- 1956: Walter Andrae, deutscher Bauforscher und Archäologe

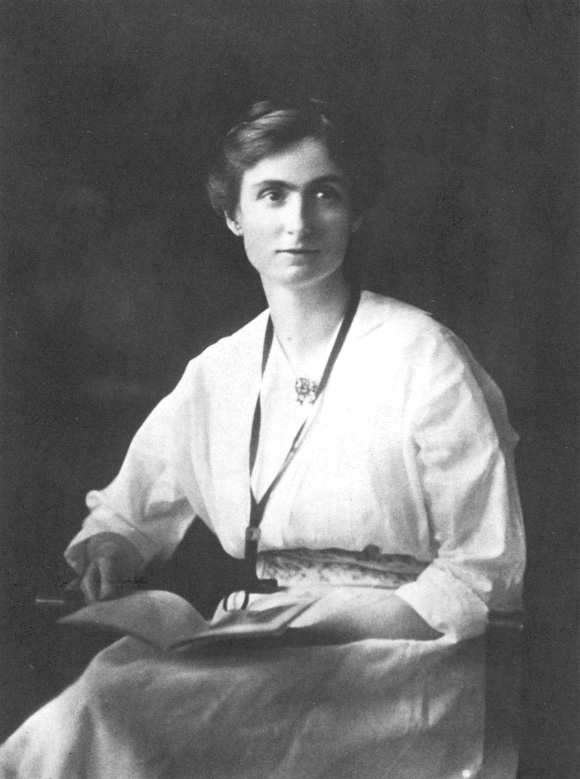
Edith Abbott († 1957)

- 1957: Edith Abbott, US-amerikanische Sozialwissenschaftlerin und Sozialreformerin
- 1958: Jeanne Berta Semmig, deutsche Schriftstellerin und Dichterin
- 1960: Arnold Alexandrowitsch Alschwang, ukrainisch-russischer Pianist, Komponist, Musikwissenschaftler und Musikpädagoge
- 1960: Enrique Amorim, uruguayischer Schriftsteller
- 1963: Carl F. W. Borgward, deutscher Automobilkonstrukteur
- 1963: Gerard Gratton, kanadischer Gewichtheber
- 1965: Kurt Hueck, deutscher Botaniker
- 1966: Karl-Otto Saur deutscher Ingenieur, Amtsleiter im NS-Rüstungsministerium
- 1968: Otto Hahn, deutscher Chemiker, Pionier der Radiochemie und Entdecker der Kernspaltung des Urans, Nobelpreisträger
- 1968: Ángel Herrera Oria, spanischer Rechtsanwalt, Politiker und Theologe, Bischof von Málaga und Kardinal
- 1969: Eugène Gabriels, belgischer Ruderer
- 1969: Frank Loesser, US-amerikanischer Komponist
- 1969: Ernst Tittel, österreichischer Komponist, Organist und Musiktheoretiker
- 1973: Mary Ellen Chase, US-amerikanische Schriftstellerin
- 1974: Don McCafferty, US-amerikanischer American-Football-Trainer
- 1975: Walter Hellman, schwedischer Damespieler, am längsten amtierende Weltmeister
- 1979: Don Miller, US-amerikanischer Jurist, American-Football-Spieler und -Trainer
- 1979: Herbert Rehbein, deutscher Violinist, Orchesterleiter, Arrangeur und Komponist

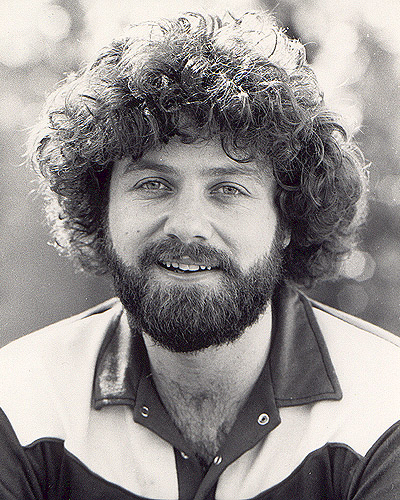
Keith Green († 1982)

- 1982: Keith Green, US-amerikanischer Sänger und Komponist
- 1982: Herbert Ernst Groh, Schweizer Tenor
- 1985: Rose Oehmichen, deutsche Schauspielerin und Mitgründerin der Augsburger Puppenkiste
- 1986: Bill Andrews, britischer Filmarchitekt
- 1986: Annemarie Selinko, österreichisch-dänische Schriftstellerin
- 1989: Kyriena Siloti, US-amerikanische Musikpädagogin
- 1993: Stanley Woods, irischer Motorradrennfahrer
- 1994: Erwin Ringel, österreichischer Tiefenpsychologe und Neurologe
- 1996: Michél Philippot, französischer Komponist und Musikpädagoge
- 1997: Seni Pramoj, thailändischer Premierminister
- 1998: Zbigniew Herbert, polnischer Schriftsteller
- 1998: Consalvo Sanesi, italienischer Automobilrennfahrer
- 1999: Alfons Dalma, kroatisch-österreichischer Journalist
- 1999: Manfred Schmidt, deutscher Comic-Zeichner und humoristischer Reiseschriftsteller
- 1999: Puey Ungphakorn, thailändischer Wirtschaftswissenschaftler, Verwaltungsfachmann und Hochschullehrer
- 2000: Abraham Pais, niederländischer Physiker

### 21. Jahrhundert

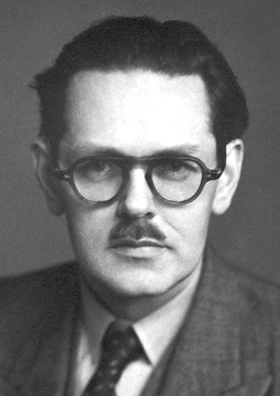
Archer J. P. Martin († 2002)

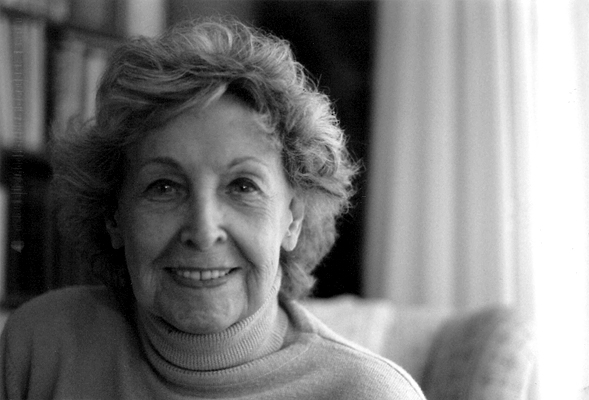
Rut Brandt († 2006)

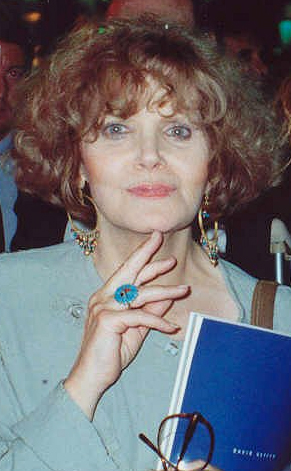
Eileen Brennan († 2013)

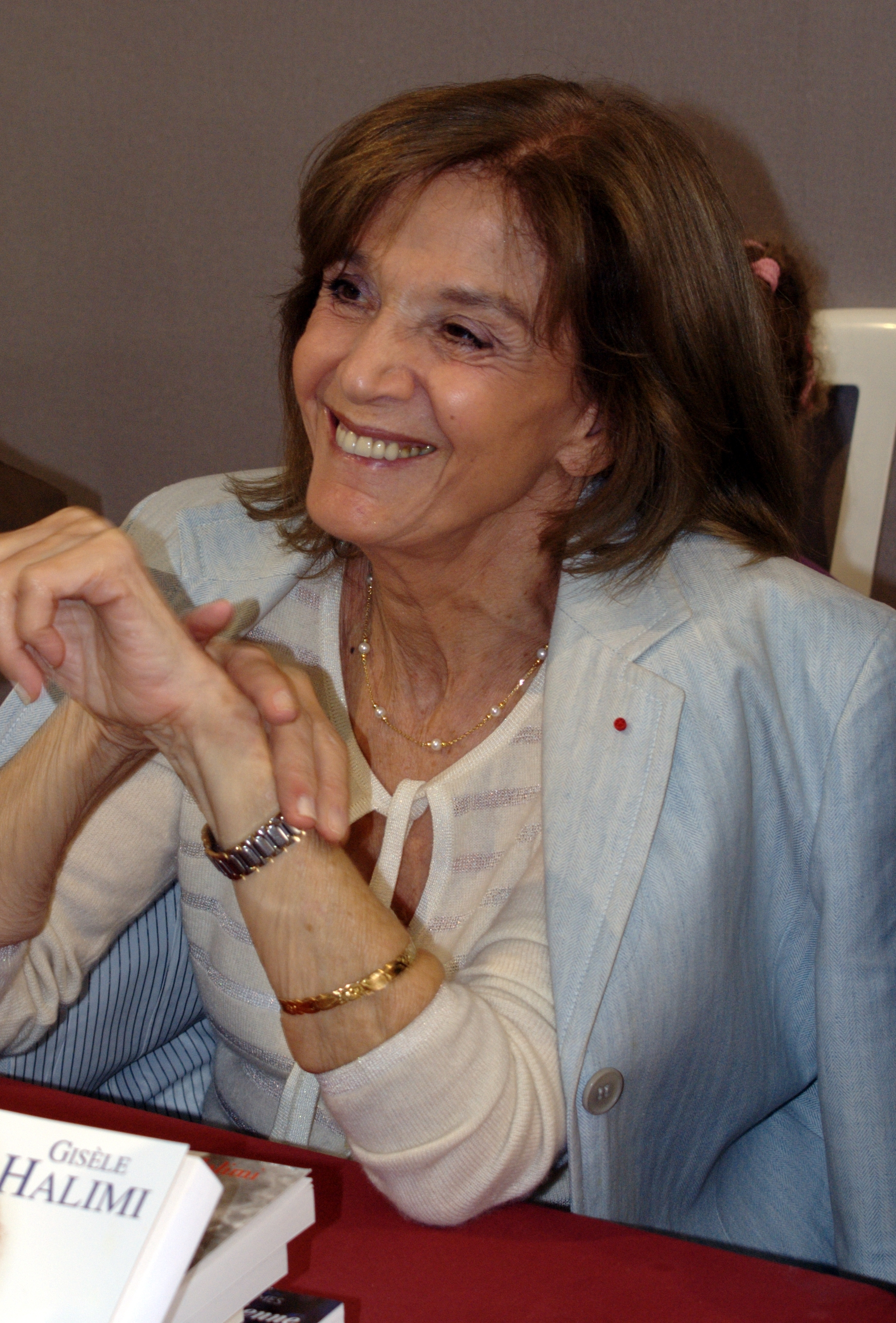
Gisèle Halimi († 2020)

- 2001: Johnny Bernero, US-amerikanischer Schlagzeuger
- 2001: Yamada Fūtarō, japanischer Schriftsteller
- 2002: Archer J. P. Martin, britischer Chemiker, Nobelpreisträger
- 2003: Adrian Burk, US-amerikanischer American-Football-Spieler
- 2004: Francis Crick, britischer Physiker und Biochemiker, Mitentdecker der Molakularstruktur der DNA, Nobelpreisträger
- 2004: Eugene Roche, US-amerikanischer Schauspieler
- 2004: Tiziano Terzani, italienischer Journalist und Schriftsteller
- 2006: Rut Brandt, norwegisch-deutsche Autorin, zweite Ehefrau von Willy Brandt
- 2006: David Gemmell, britischer Fantasy-Autor
- 2010: Antonio Daniloski, deutscher E-Sportler
- 2010: Karl-Heinz Wildmoser, deutscher Unternehmer und Sportfunktionär
- 2011: Bernd Clüver, deutscher Schlagersänger
- 2011: Dieter Kern, deutscher Automobilrennfahrer
- 2012: Vartan Achkarian, armenisch-katholischer Weihbischof
- 2012: Ingeborg Westphal, deutsche Schauspielerin
- 2013: Eileen Brennan, US-amerikanische Schauspielerin
- 2013: Josef Heinrich Darchinger, deutscher Fotograf
- 2014: Stanisław Manturzewski, polnischer Schauspieler, Drehbuchautor und Regisseur
- 2014: Axel Stoll, deutscher Verschwörungstheoretiker
- 2015: Buddy Emmons, US-amerikanischer Pedal-Steel-Gitarrist
- 2015: Philipp Reinhard zu Solms-Hohensolms-Lich, deutscher Unternehmer
- 2016: Jacqueline Crevoisier, Schweizer Schriftstellerin und Übersetzerin
- 2016: Jane Reichhold, US-amerikanische Objektkünstlerin und Haiku-Poetin
- 2016: Renate Schostack, deutsche Journalistin und Schriftstellerin
- 2017: Hima Adamou, nigrischer Journalist, Schauspieler und Dramatiker
- 2017: John G. Morris, US-amerikanischer Bildredakteur
- 2018: Barbara Bollwahn, deutsche Journalistin und Schriftstellerin
- 2018: Hermann Lange, deutscher Rechtswissenschaftler
- 2019: Walter Fiers, belgischer Molekularbiologe
- 2019: George Hilton, uruguayischer Schauspieler
- 2020: Bent Fabricius-Bjerre, dänischer Pianist und Komponist von Filmmusik
- 2020: Gisèle Halimi, französische Anwältin und Politikerin
- 2020: Diana E. H. Russell, südafrikanisch-US-amerikanische Soziologin
- 2021: Ben Wagin, deutscher Aktionskünstler
- 2023: Claudia van Koolwijk, deutsche Künstlerin und Fotografin
- 2023: Danila Montanari, italienische Schriftstellerin
- 2025: Laura Dahlmeier, deutsche Biathletin, Bergläuferin und Bergsteigerin

## Feier- und Gedenktage
- Kirchliche Gedenktage
  - Johann Sebastian Bach, deutscher Kirchenmusiker (evangelisch)
  - Georg Friedrich Händel, deutscher Kirchenmusiker (evangelisch: ELCA, LCMS)
- Namenstage
  - Ada, Timon
- Staatliche Feier- und Gedenktage
  - Peru, Unabhängigkeit von Spanien (1821)

Weitere Einträge enthält die Liste von Gedenk- und Aktionstagen.